# Oliva (mollusque)
Pour les articles homonymes, voir Oliva.
Genre
Oliva, les olives en français, est un genre de mollusques gastéropodes marins de la famille des olividés (Olividae).

## Description

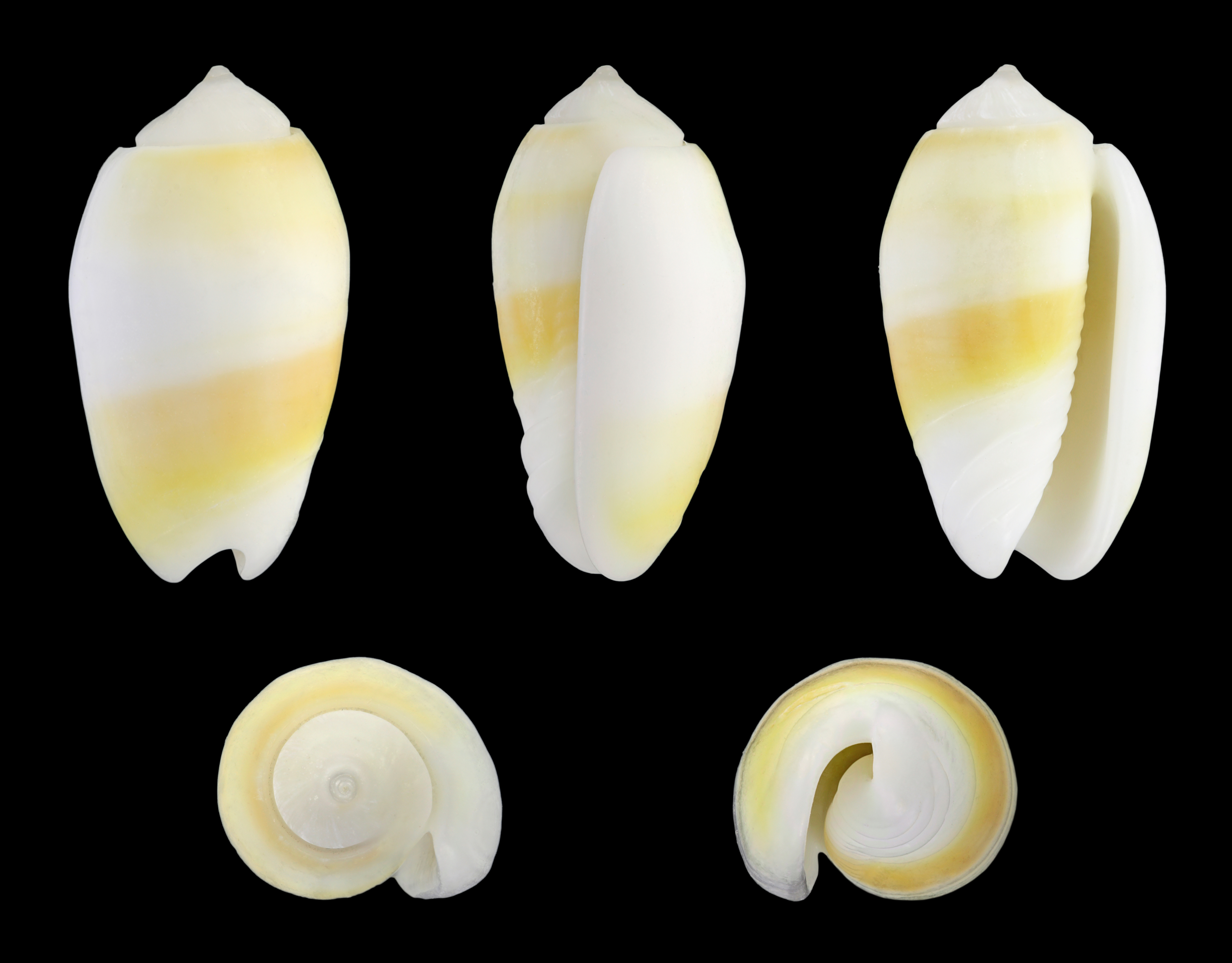
Oliva carneola forma unizonalis

Ce sont des mollusques à coquille subcylindrique, enroulée en spires à sutures canaliculées. L'ouverture est longitudinale et échancrée à la base. 
La coquille est lisse et brillante avec une morphologie en forme d'olive.
Certaines espèces sont mimétiques des dangereux gastéropodes du genre Conus. 

## Liste des espèces
Selon World Register of Marine Species (25 avril 2016) :
- Oliva amethystina (Röding, 1798)
- Oliva annulata Gmelin, 1791
- Oliva atalina Duclos, 1835
- Oliva athenia Duclos, 1835
- Oliva australis Duclos, 1835
- Oliva bahamasensis Petuch & Sargent, 1986
- Oliva baileyi Petuch, 1979
- Oliva barbadensis Petuch & Sargent, 1986
- Oliva bathyalis Petuch & Sargent, 1986
- Oliva bayeri Petuch, 2001
- Oliva bewleyi Marrat, 1870
- Oliva bifasciata Kuster, 1878
- Oliva brettinghami Bridgman, 1909
- Oliva buelowi G. B. Sowerby III, 1889
- Oliva bulbiformis Duclos, 1835
- Oliva bulbosa (Röding, 1798)
- Oliva caerulea (Röding, 1798)
- Oliva carneola (Gmelin, 1791)
- Oliva caroliniana Duclos, 1835
- Oliva cauta Marrat, 1871
- Oliva chrysoplecta Tursch & Greifeneder, 1989
- Oliva concavospira G. B. Sowerby III, 1914
- Oliva cylindrica Marrat, 1867
- Oliva dactyliola Duclos, 1835
- Oliva drangai Schwengel, 1951
- Oliva dubia Schepman, 1904
- Oliva elegans Lamarck, 1811
- Oliva emeliodina Duclos, 1845
- Oliva faba Marrat, 1867
- Oliva februaryana Falconieri, 2008
- Oliva figura Marrat, 1870
- Oliva fijiana Tursch & Greifeneder, 2001
- Oliva flammulata Lamarck, 1811
- Oliva foxi Stingley, 1984
- Oliva fulgurator (Röding, 1798)
- Oliva funebralis Lamarck, 1811
- Oliva goajira Petuch & Sargent, 1986
- Oliva hilli Petuch & Sargent, 1986
- Oliva hirasei Kuroda & Habe, 1952
- Oliva incrassata (Lightfoot, 1786)
- Oliva irisans Lamarck, 1811
- Oliva jamaicensis Marrat, 1867
- Oliva jaspidea Duclos, 1835
- Oliva joycea Petuch & Sargent, 1986
- Oliva julieta Duclos, 1835
- Oliva kaleontina Duclos, 1835
- Oliva keenii Marrat, 1870
- Oliva kerstitchi da Motta, 1985
- Oliva kohi Hunon, Rabiller & Richard, 2016
- Oliva lacanientai Greifeneder & Blöcher, 1985
- Oliva lecoquiana Ducros de Saint Germain, 1857
- Oliva leonardhilli Petuch & Sargent, 1986
- Oliva maculata Duclos, 1835
- Oliva mantichora Duclos, 1835
- Oliva mindanaoensis Petuch & Sargent, 1986
- Oliva mucronata Marrat, 1871
- Oliva multiplicata Reeve, 1850
- Oliva mustelina Lamarck, 1811
- Oliva neoslina Duclos, 1835
- Oliva nitidula Duclos, 1835
- Oliva nivosa Marrat, 1871
- Oliva obesina Duclos, 1835
- Oliva oliva (Linnaeus, 1758)
- Oliva olssoni Petuch & Sargent, 1986
- Oliva ornata Marrat, 1867
- Oliva ouini Kantor & Tursch, 1998
- Oliva pacifica Marrat, 1870
- Oliva panniculata Duclos, 1835
- Oliva parkinsoni Prior, 1975
- Oliva peruviana Lamarck, 1811
- Oliva pica Lamarck, 1811
- Oliva picta Reeve, 1850
- Oliva pindarina Duclos, 1835
- Oliva polita Marrat, 1867
- Oliva ponderosa Duclos, 1835
- Oliva poppei Sargent & Petuch, 2008
- Oliva porphyria (Linnaeus, 1758)
- Oliva reclusa Marrat, 1871
- Oliva reticulata (Röding, 1798)
- Oliva rubrolabiata Fischer, 1903
- Oliva rufofulgurata Schepman, 1904
- Oliva rufula Duclos, 1835
- Oliva sargenti Petuch, 1987
- Oliva scripta Lamarck, 1811
- Oliva semmelinki Schepman, 1891
- Oliva sericea (Röding, 1798)
- Oliva sidelia Duclos, 1835
- Oliva spicata (Röding, 1798)
- Oliva splendidula G. B. Sowerby I, 1825
- Oliva staleyi Perini, 2011
- Oliva subangulata Philippi, 1848
- Oliva tessellata Lamarck, 1811
- Oliva tigridella Duclos, 1835
- Oliva tigrina Lamarck, 1811
- Oliva tisiphona Duclos, 1844
- Oliva todosina Duclos, 1835
- Oliva tricolor Lamarck, 1811
- Oliva truncata Marrat, 1867
- Oliva undatella Lamarck, 1811
- Oliva venulata Lamarck, 1811
- Oliva vicdani da Motta, 1982
- Oliva vicweei Recourt, 1989
- Oliva vidua (Röding, 1798)
- Oliva violacea Marrat, 1867
- Oliva virgata Sterba, 2005
- Oliva westralis Petuch & Sargent, 1986
- Oliva xenos Petuch & Sargent, 1986

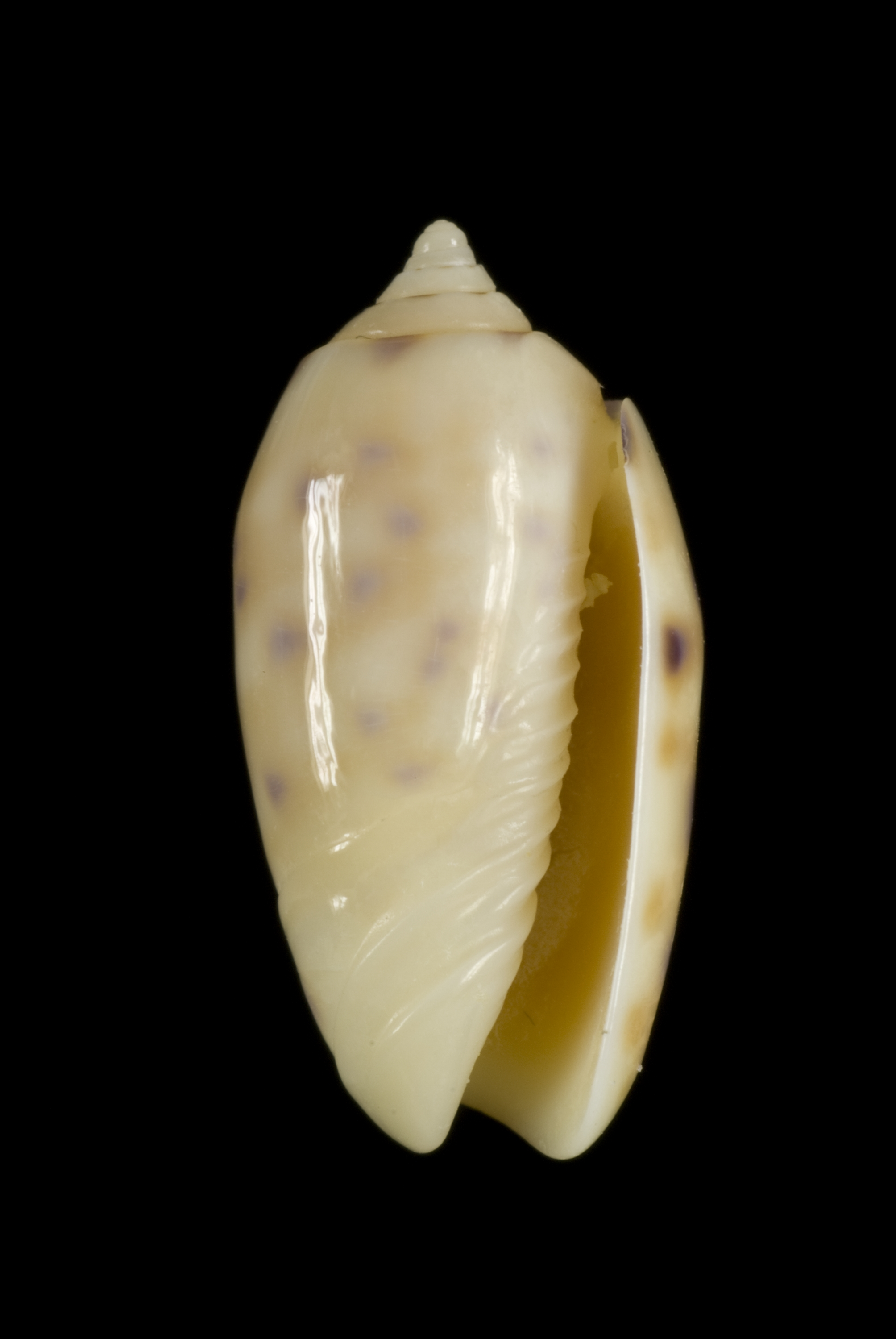
Oliva amethystina
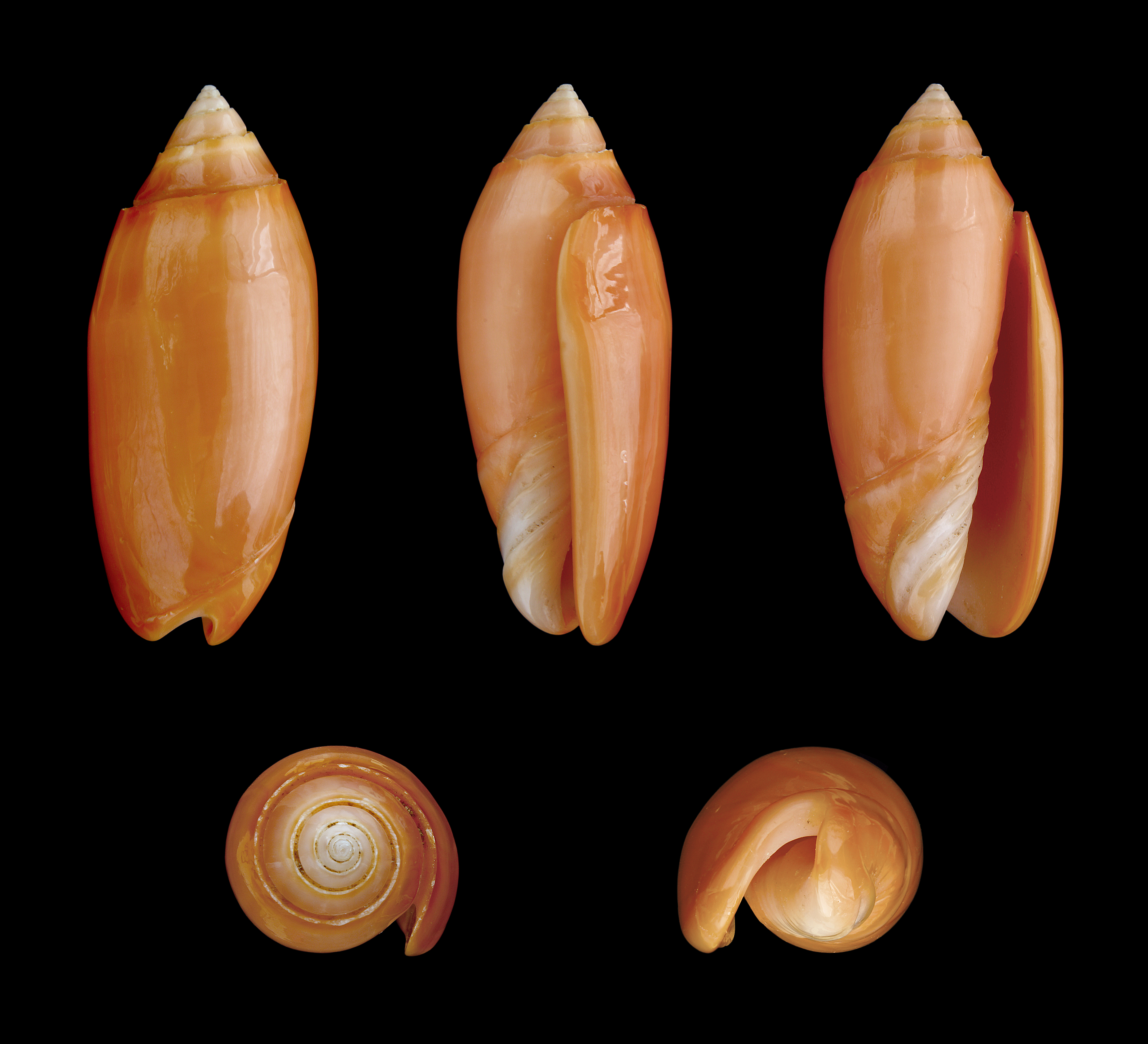
Oliva annulata f. carnicolor
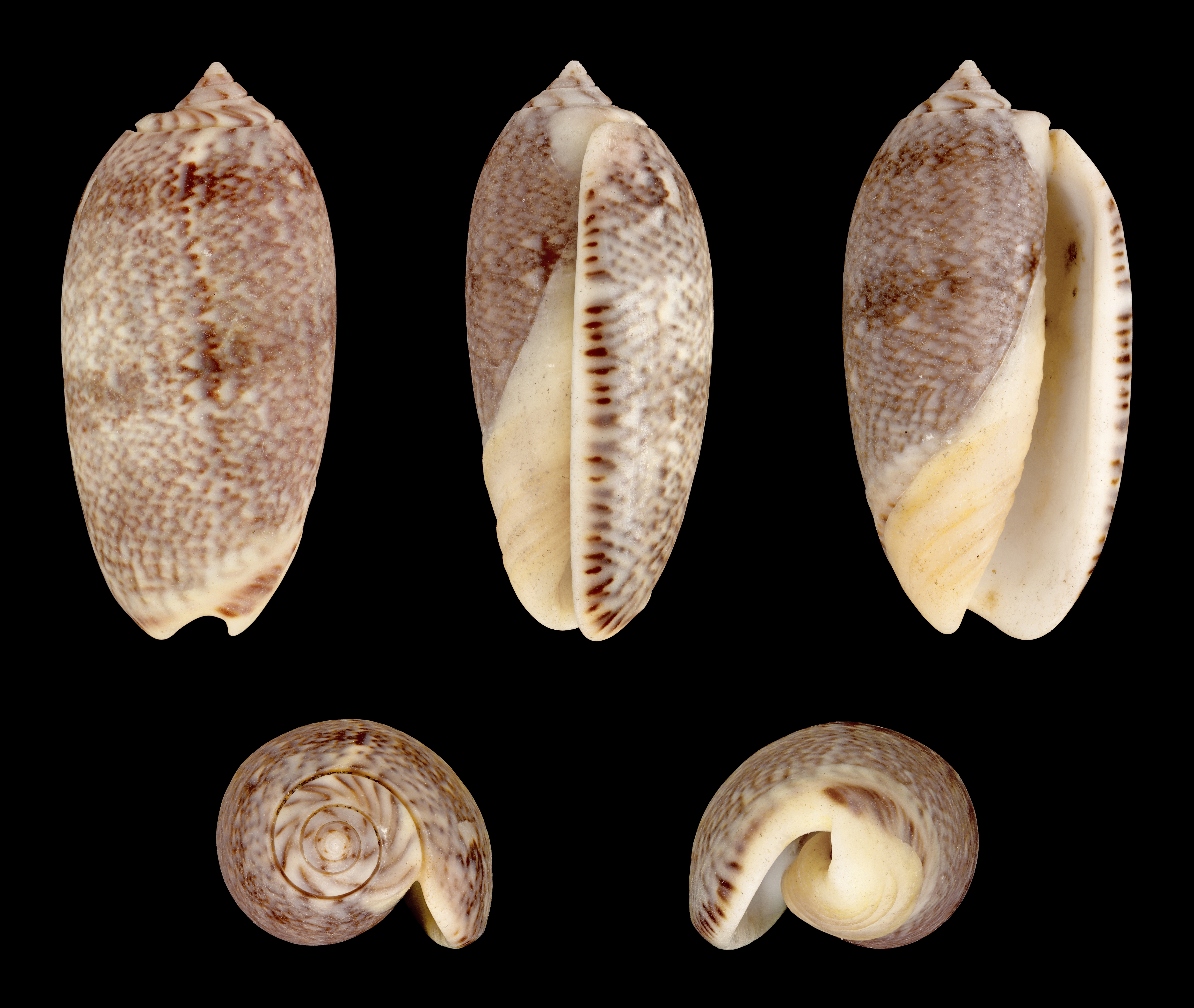
Oliva bulbiformis
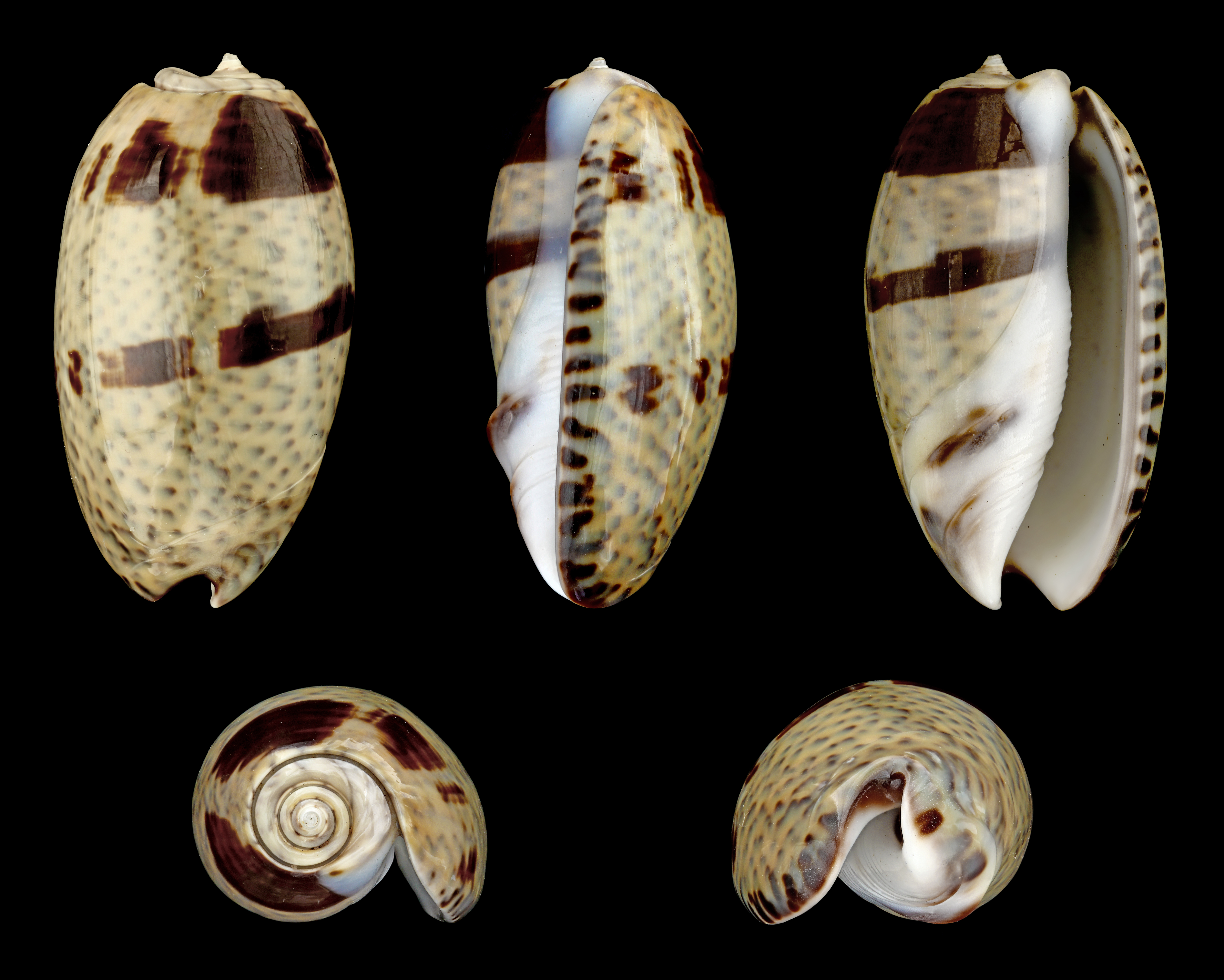
Oliva bulbosa forma bicingulata
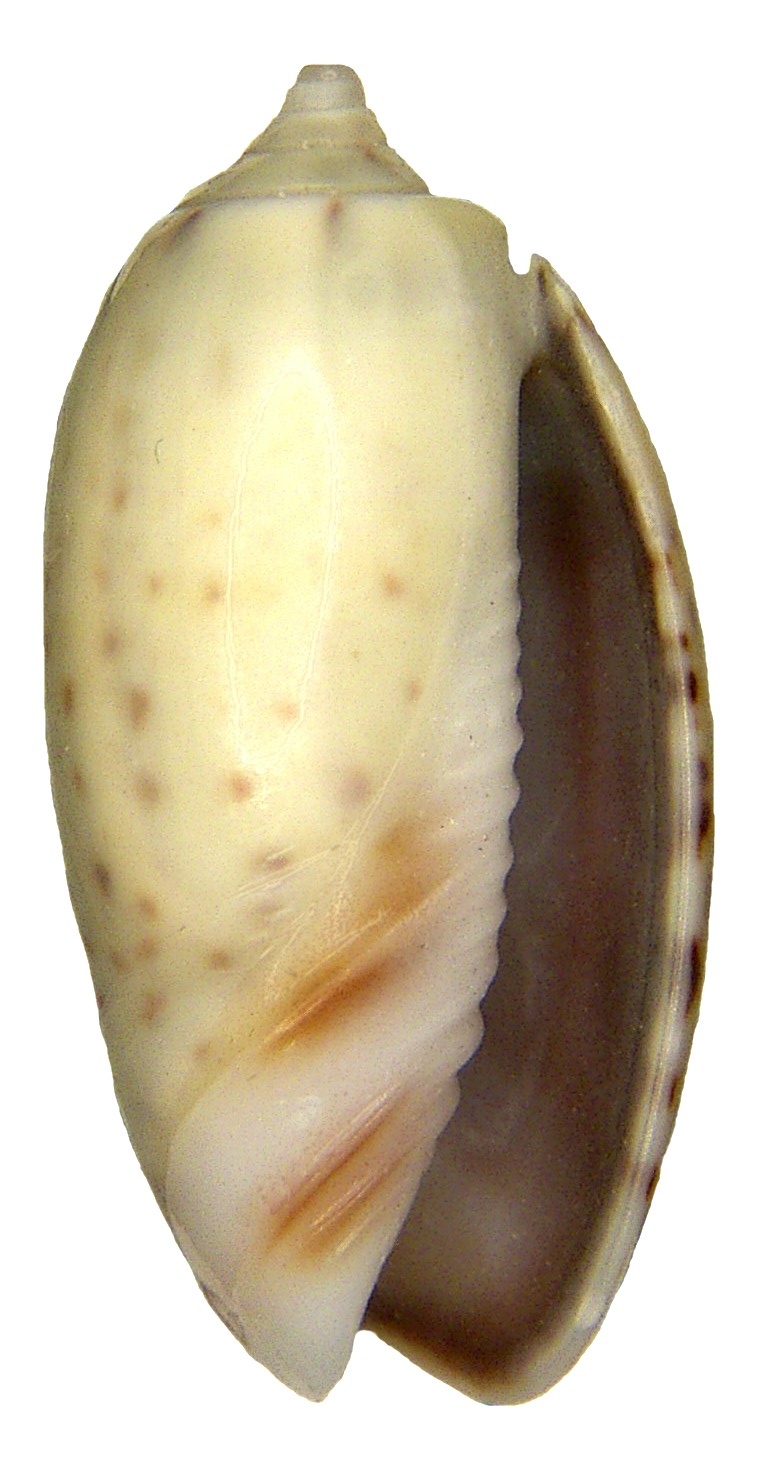
Oliva caerulea
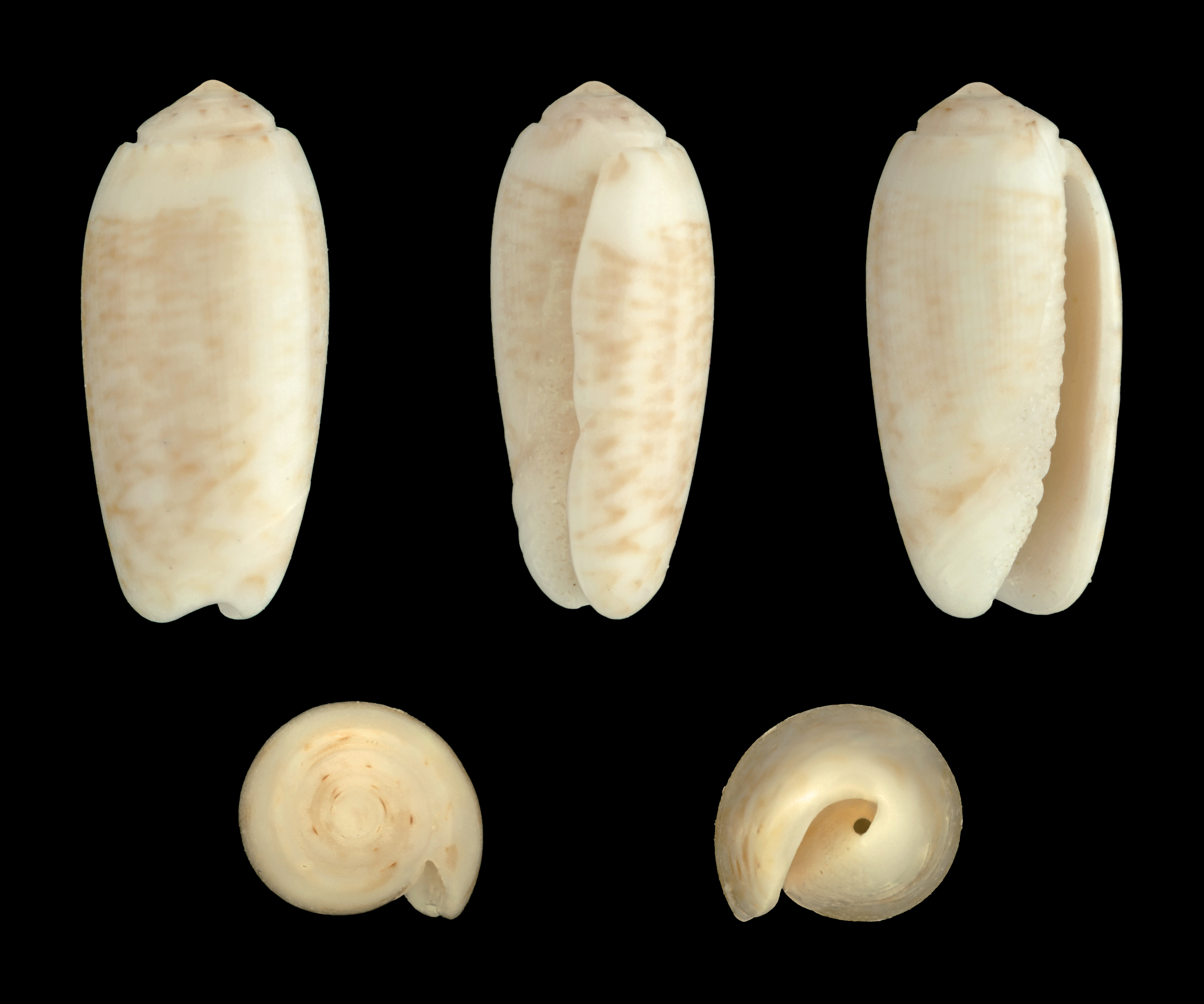
Oliva carneola forma andamanensis
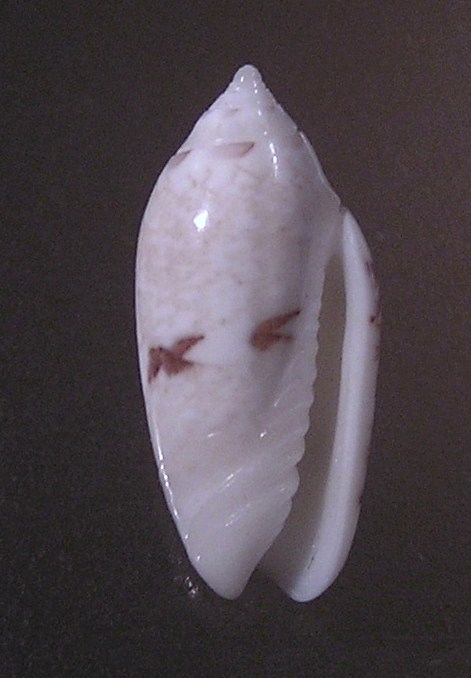
Oliva chrysoplecta
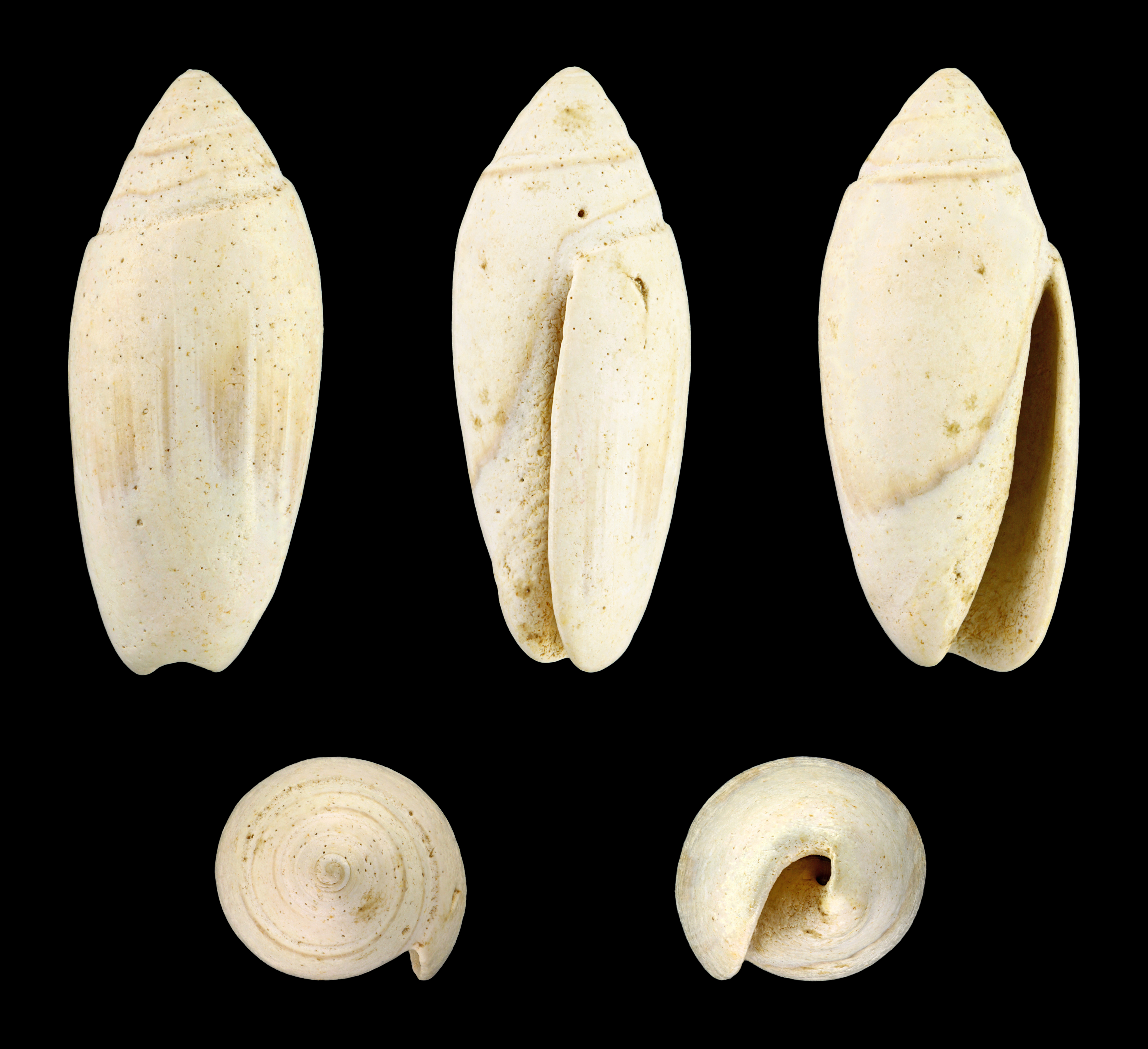
Oliva dufresnei
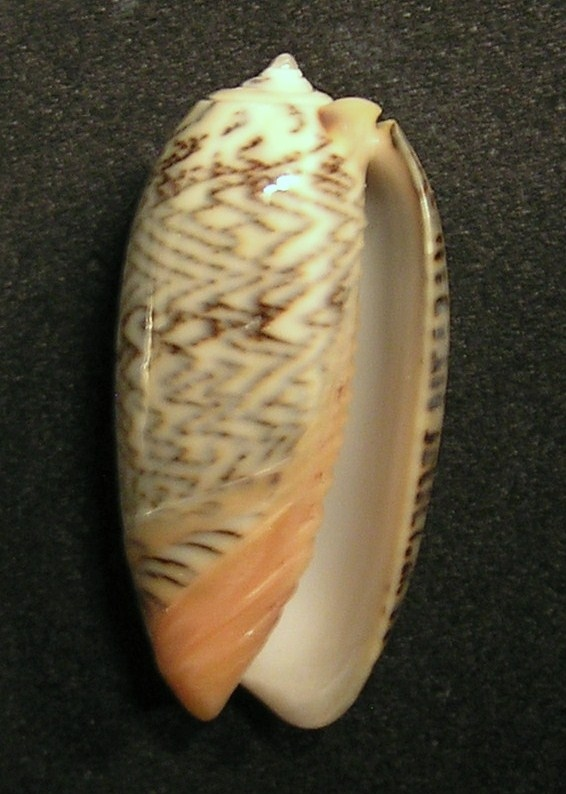
Oliva elegans zigzag
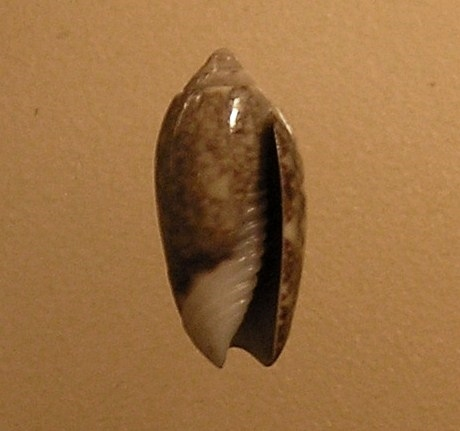
Oliva faba
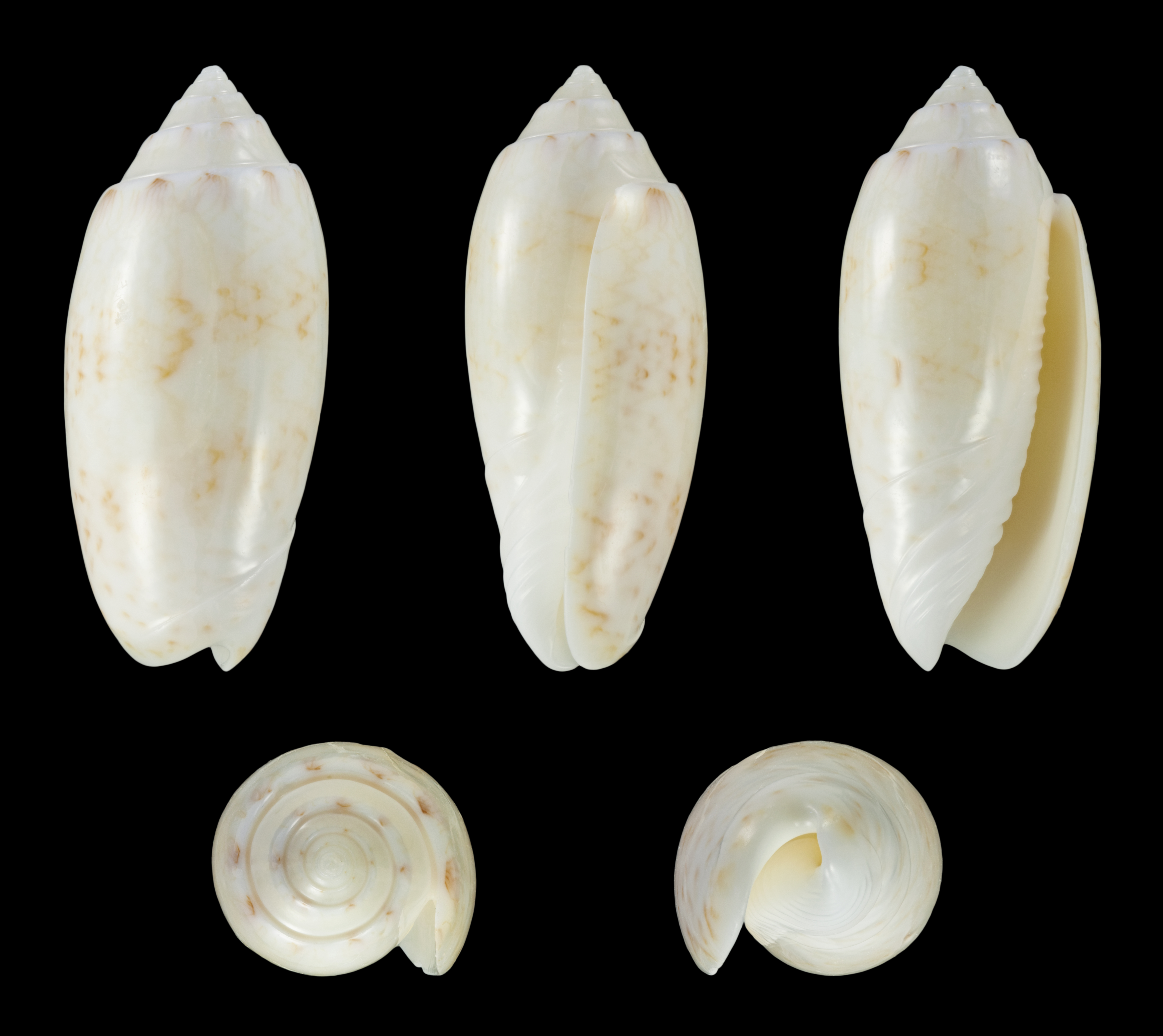
Oliva fulgurator
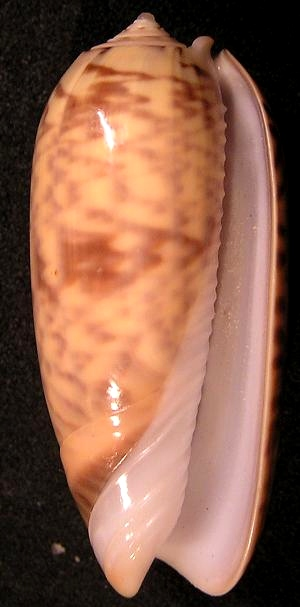
Oliva hirasei
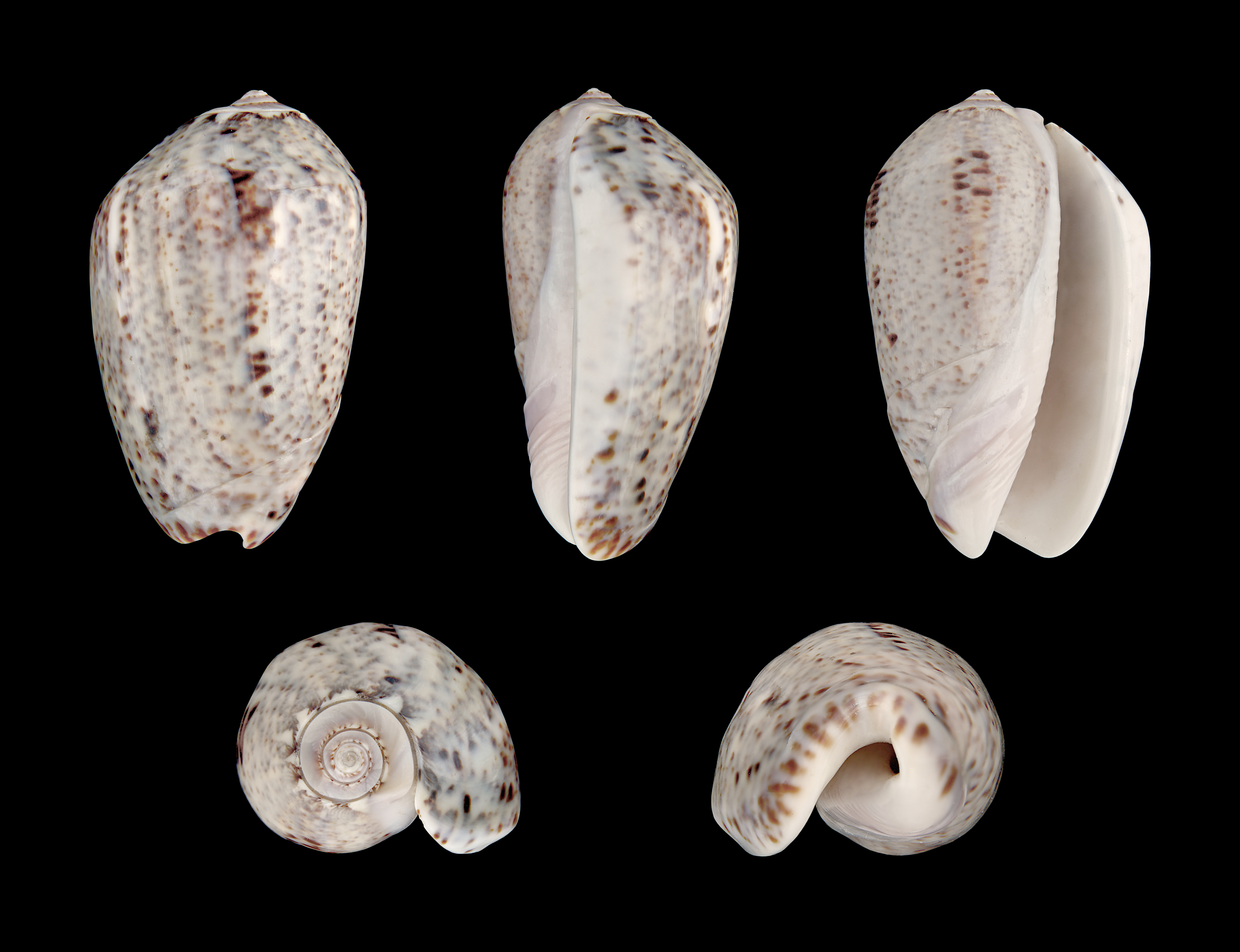
Oliva incrassata
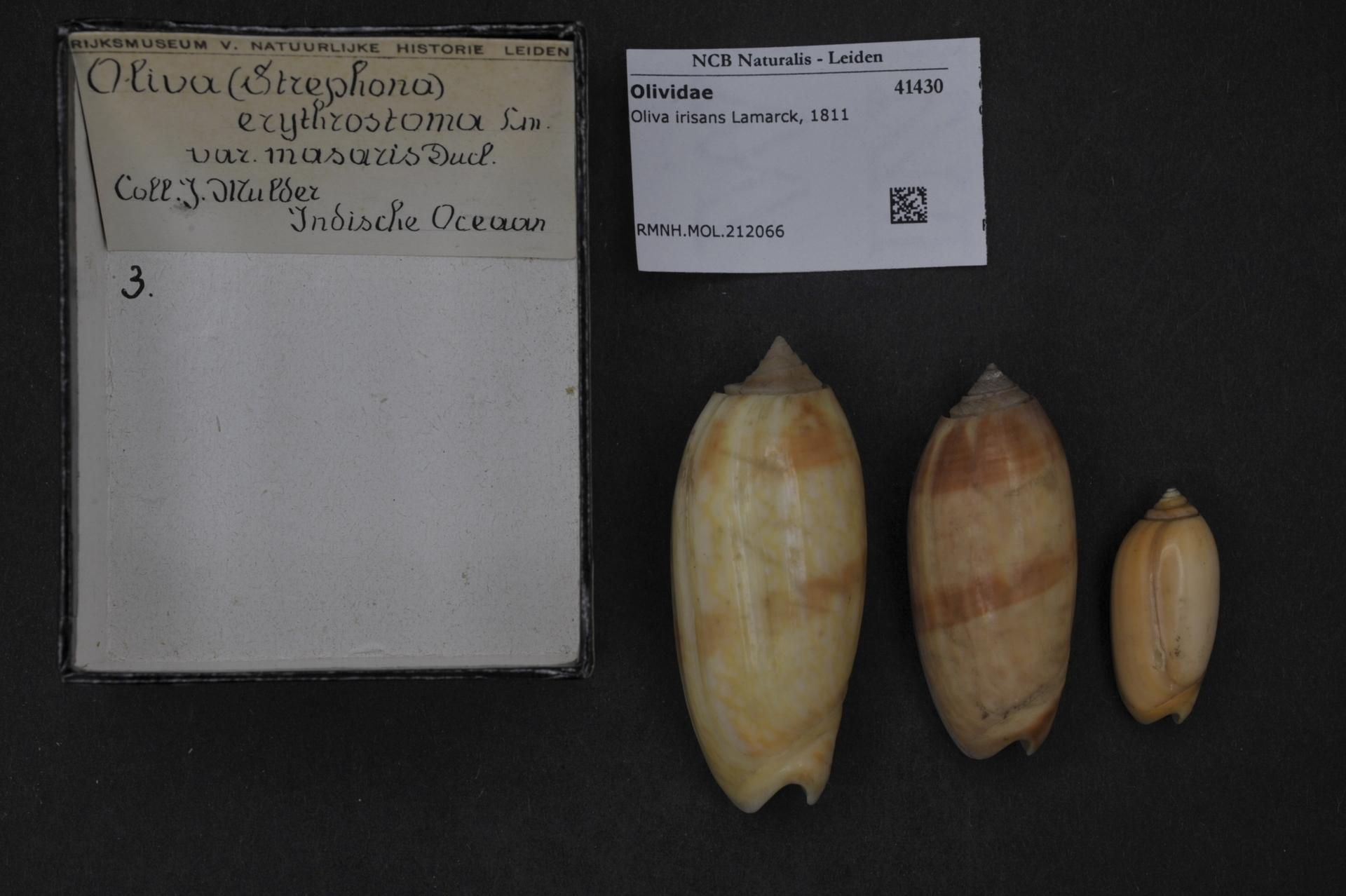
Oliva irisans
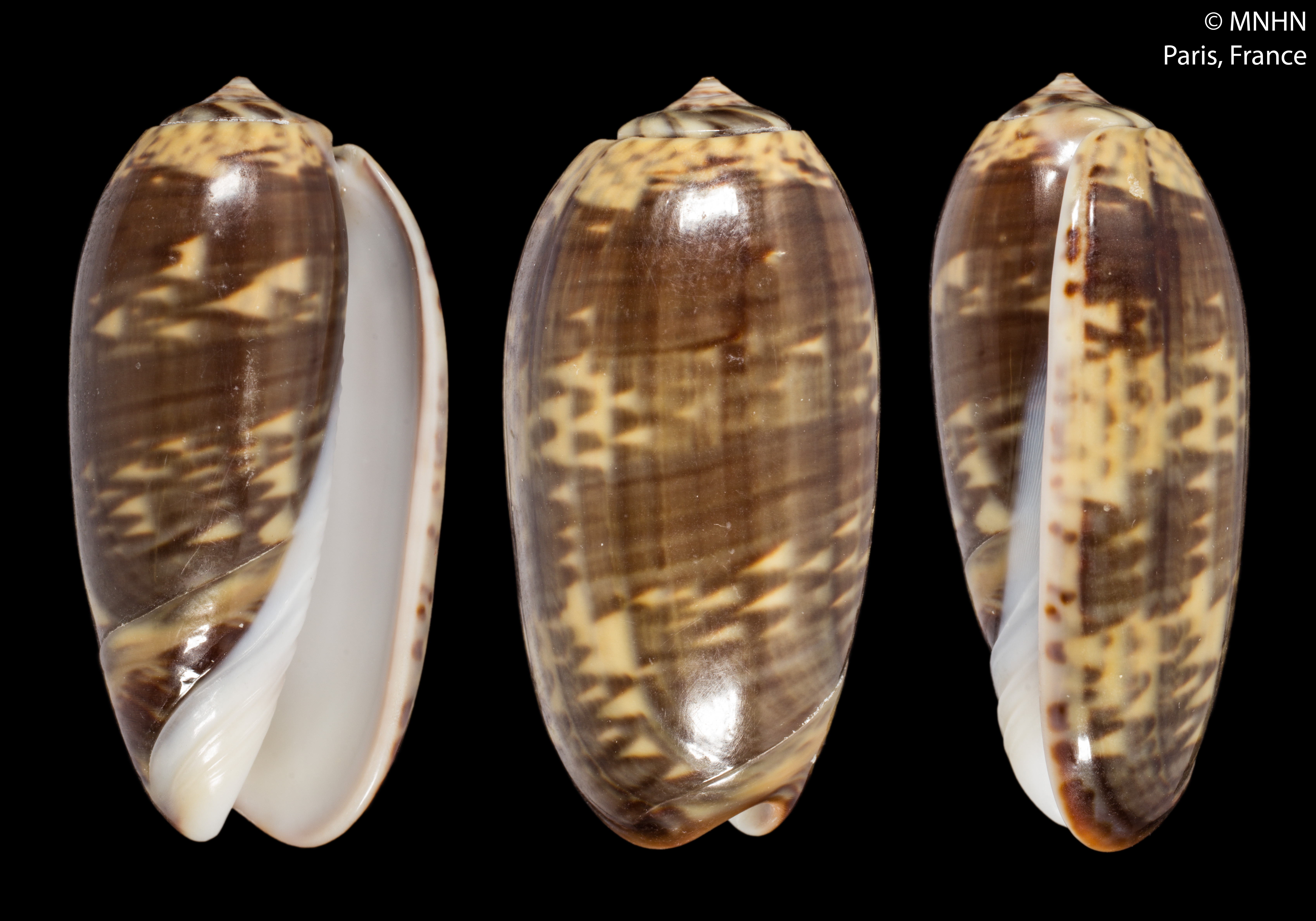
Oliva keeni
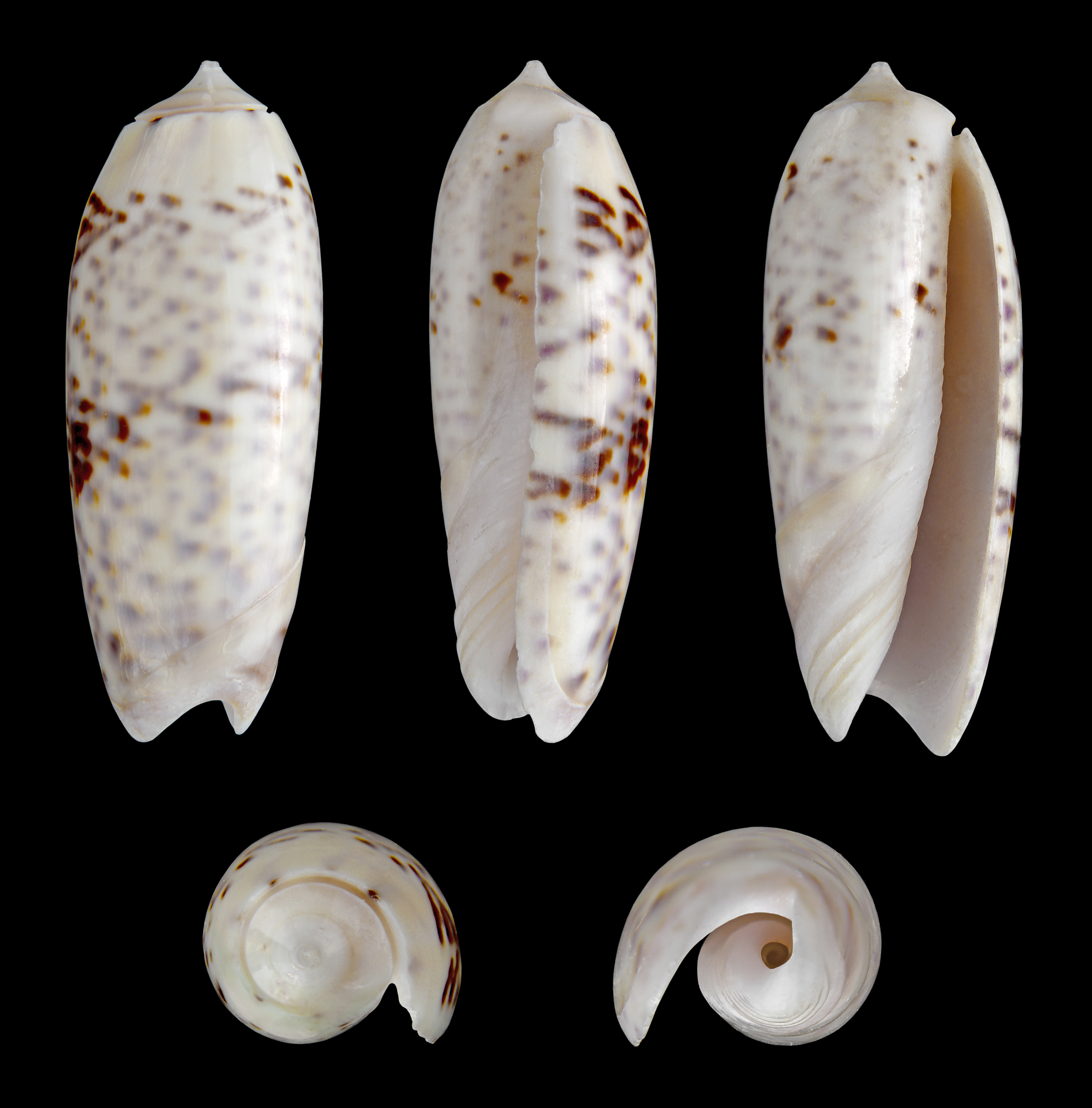
Oliva lignaria
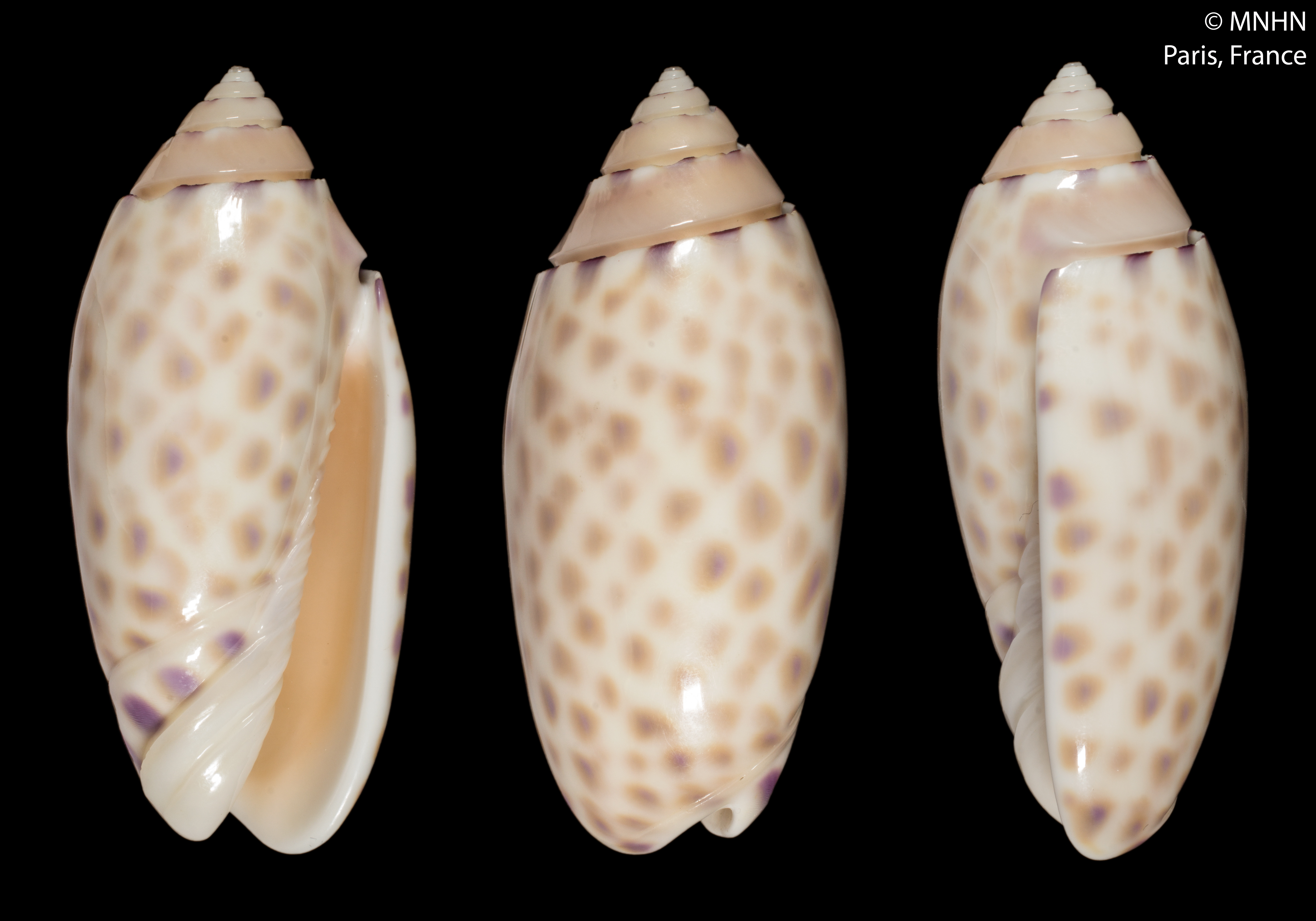
Oliva maculata
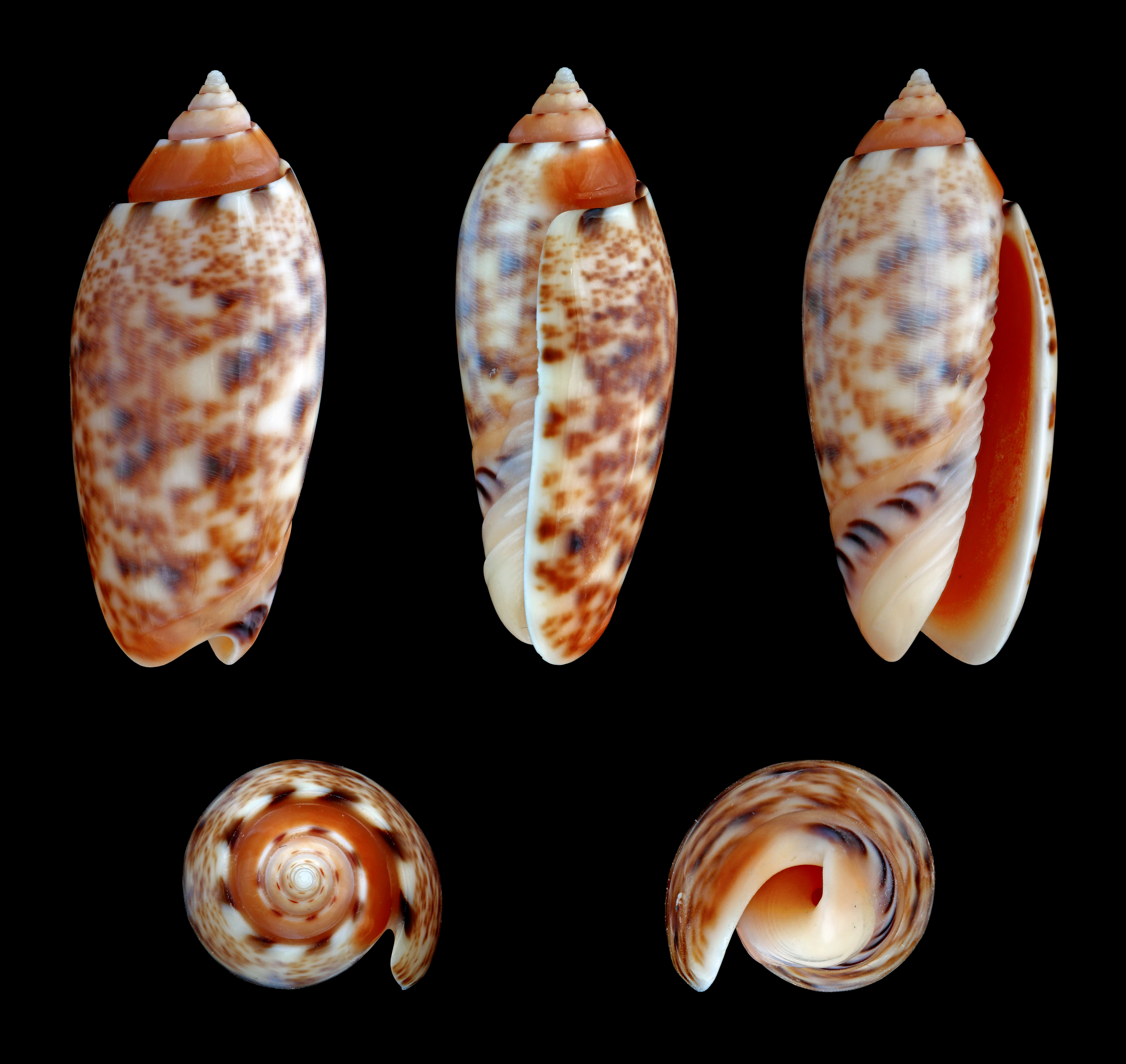
OLiva mantichora
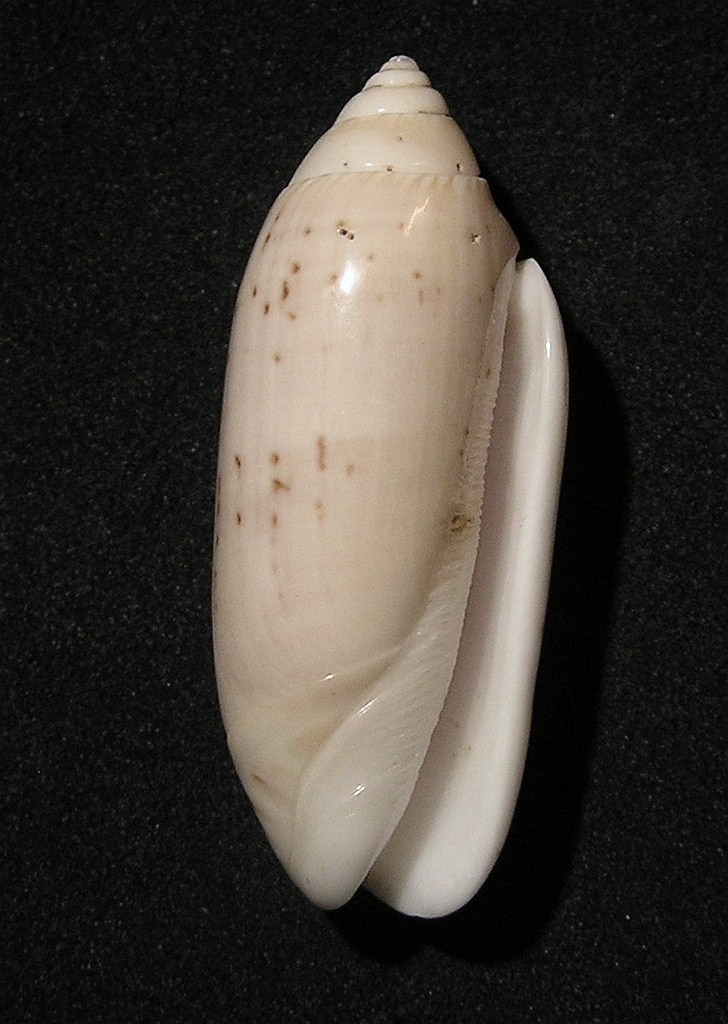
Oliva multiplicata
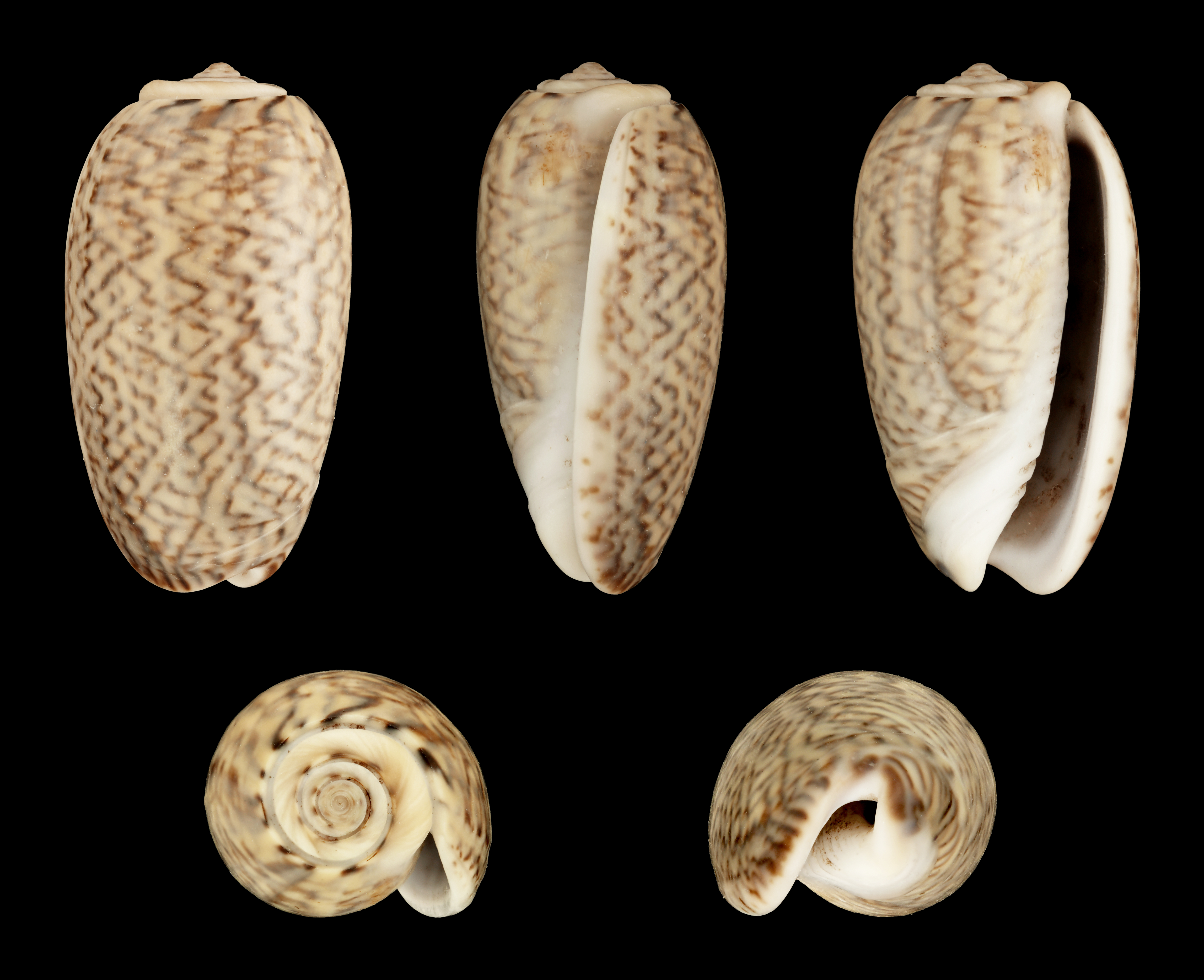
Oliva mustelina
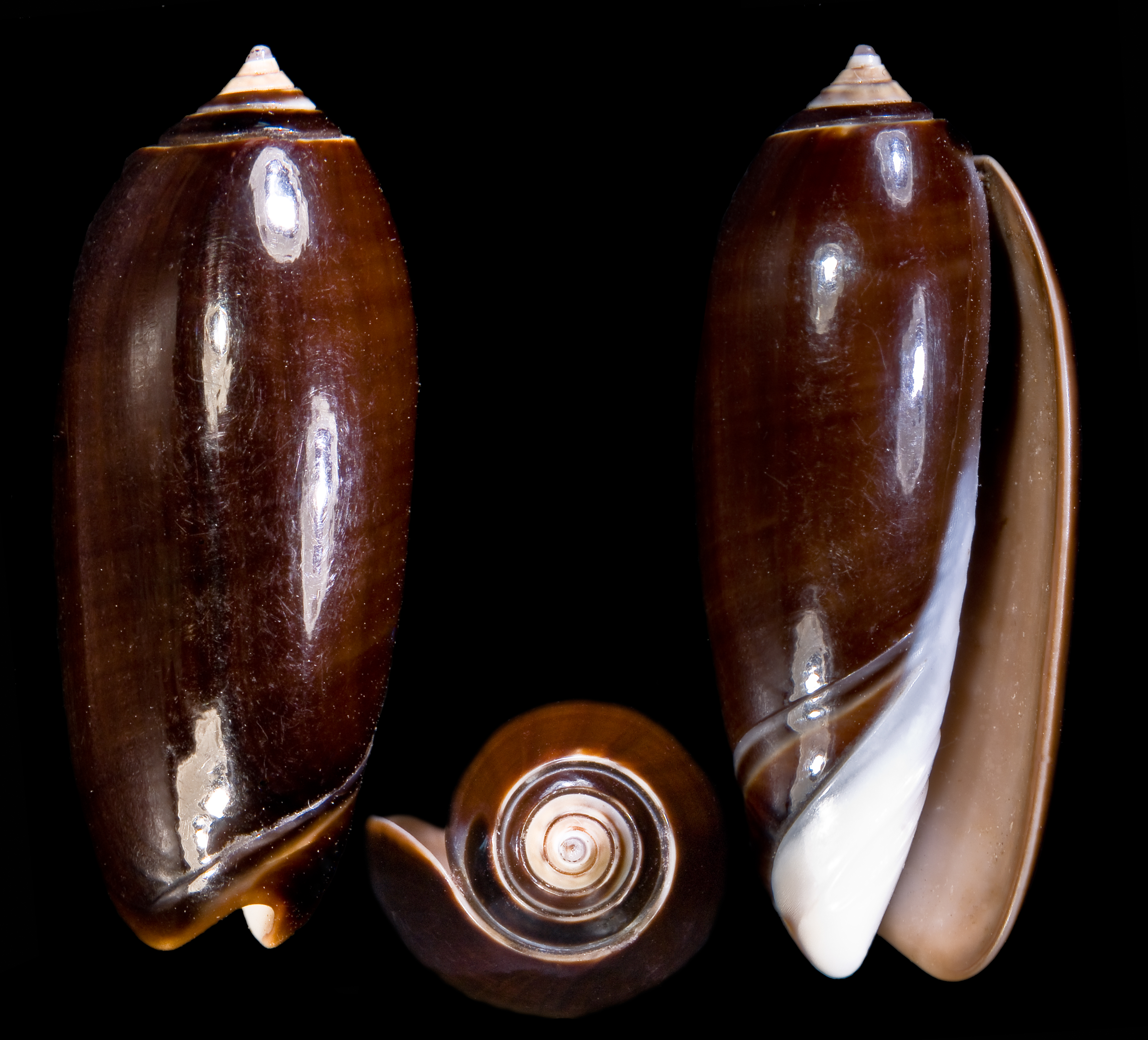
Oliva oliva
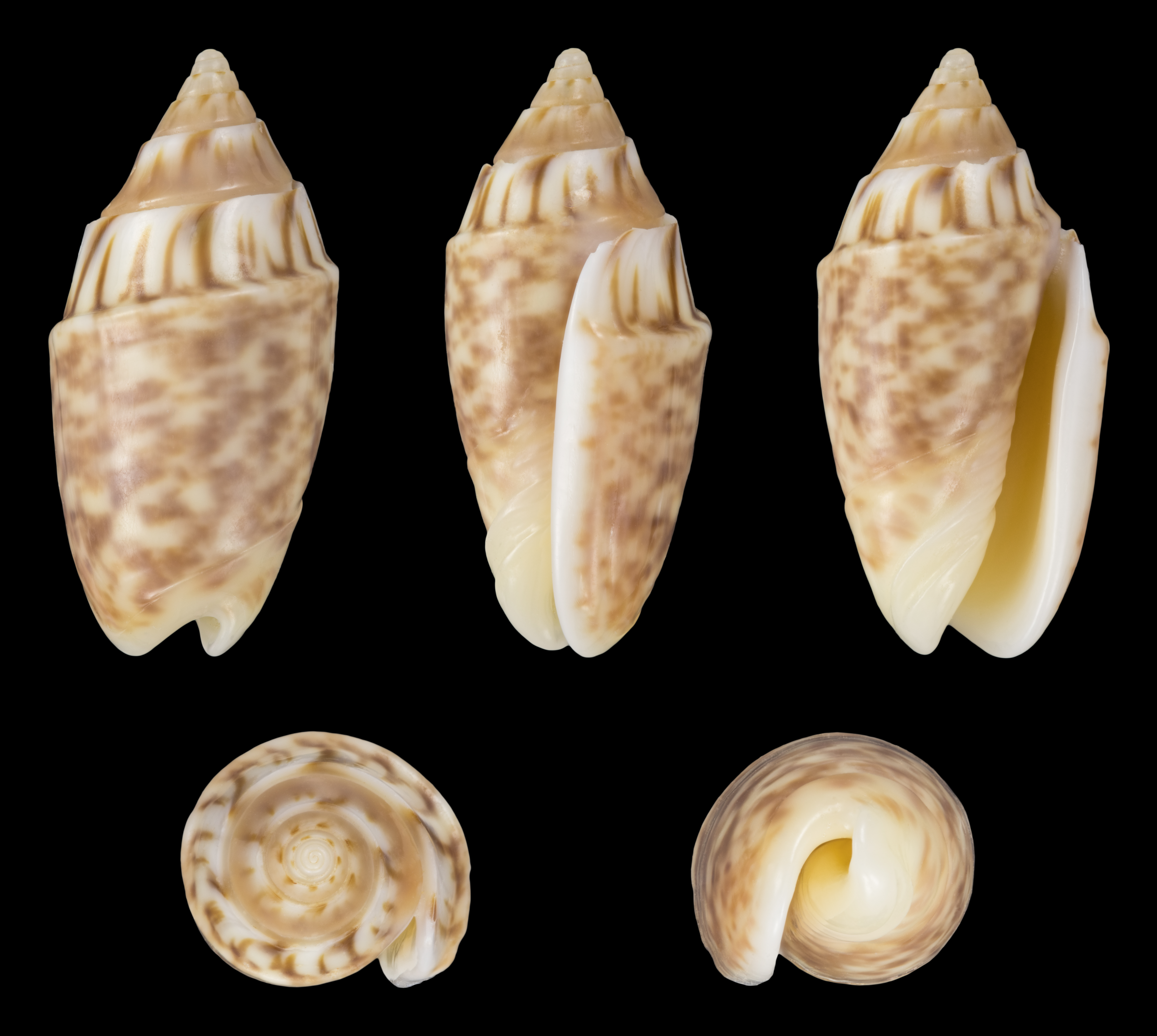
Oliva parkinsoni
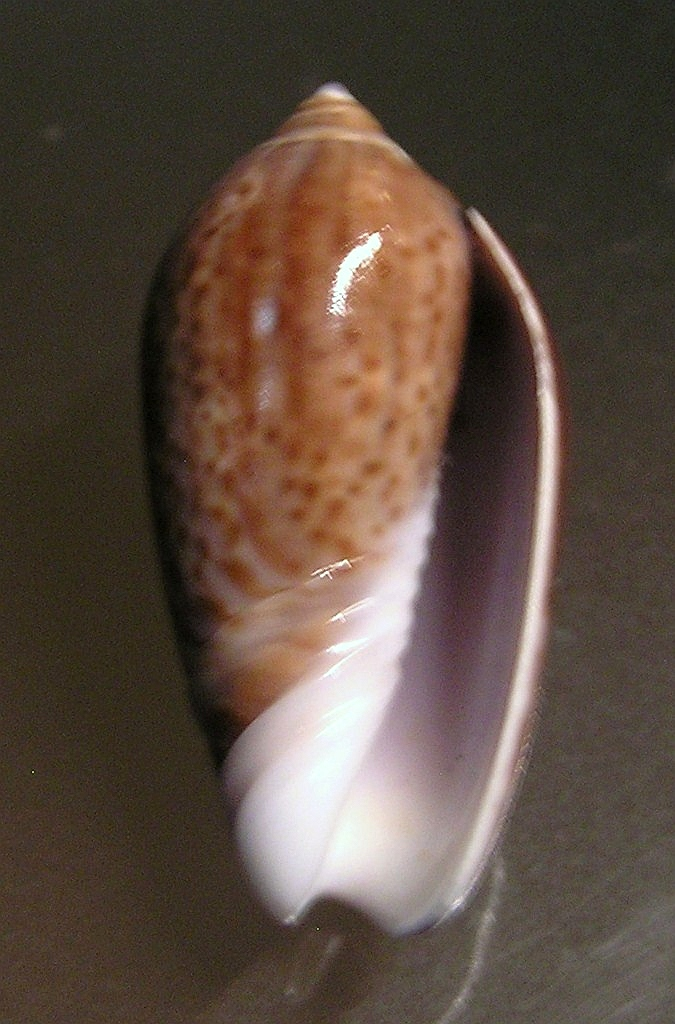
Oliva peruviana subcastanea
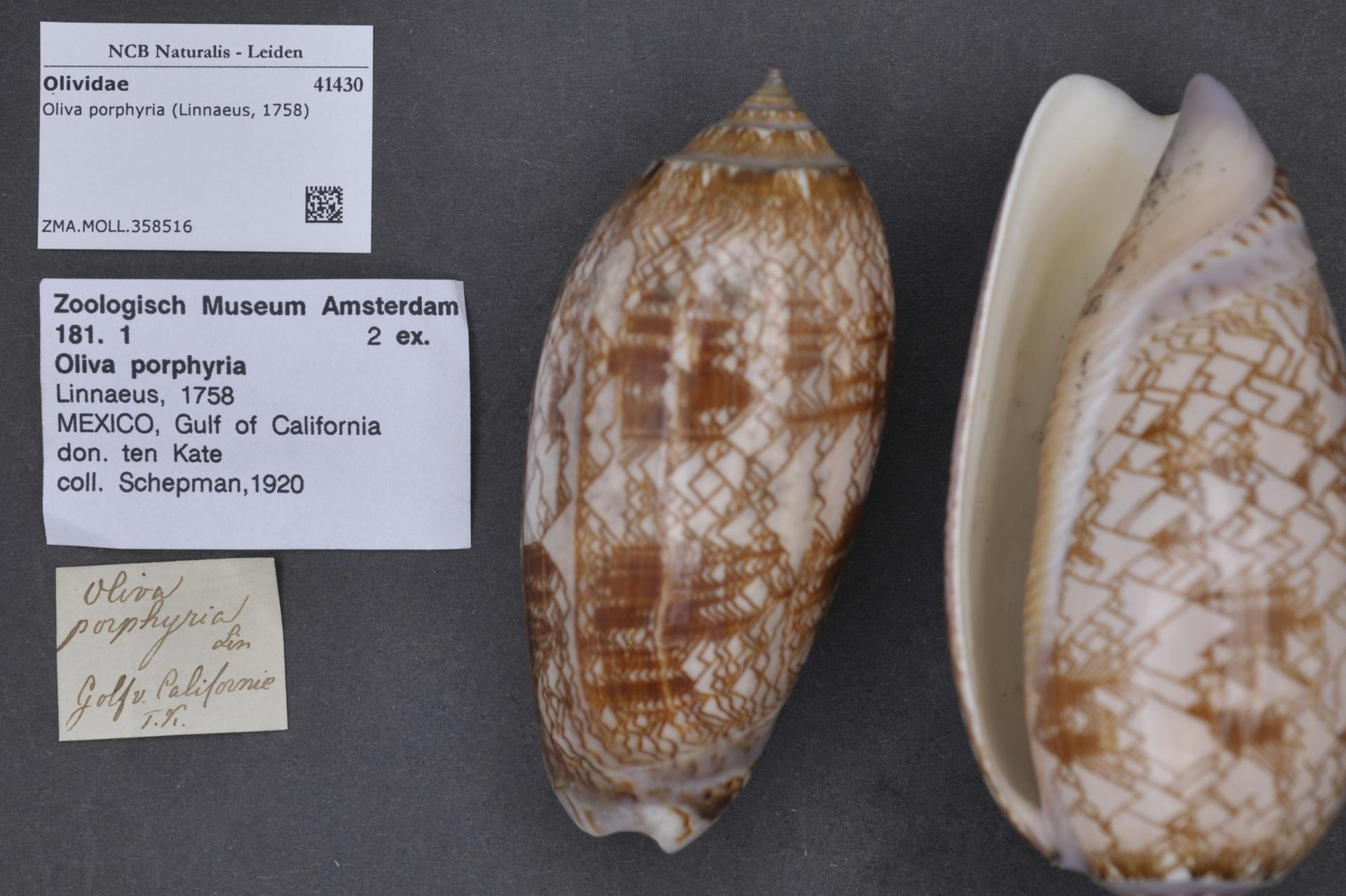
Oliva porphyria (mimétique des Conus)
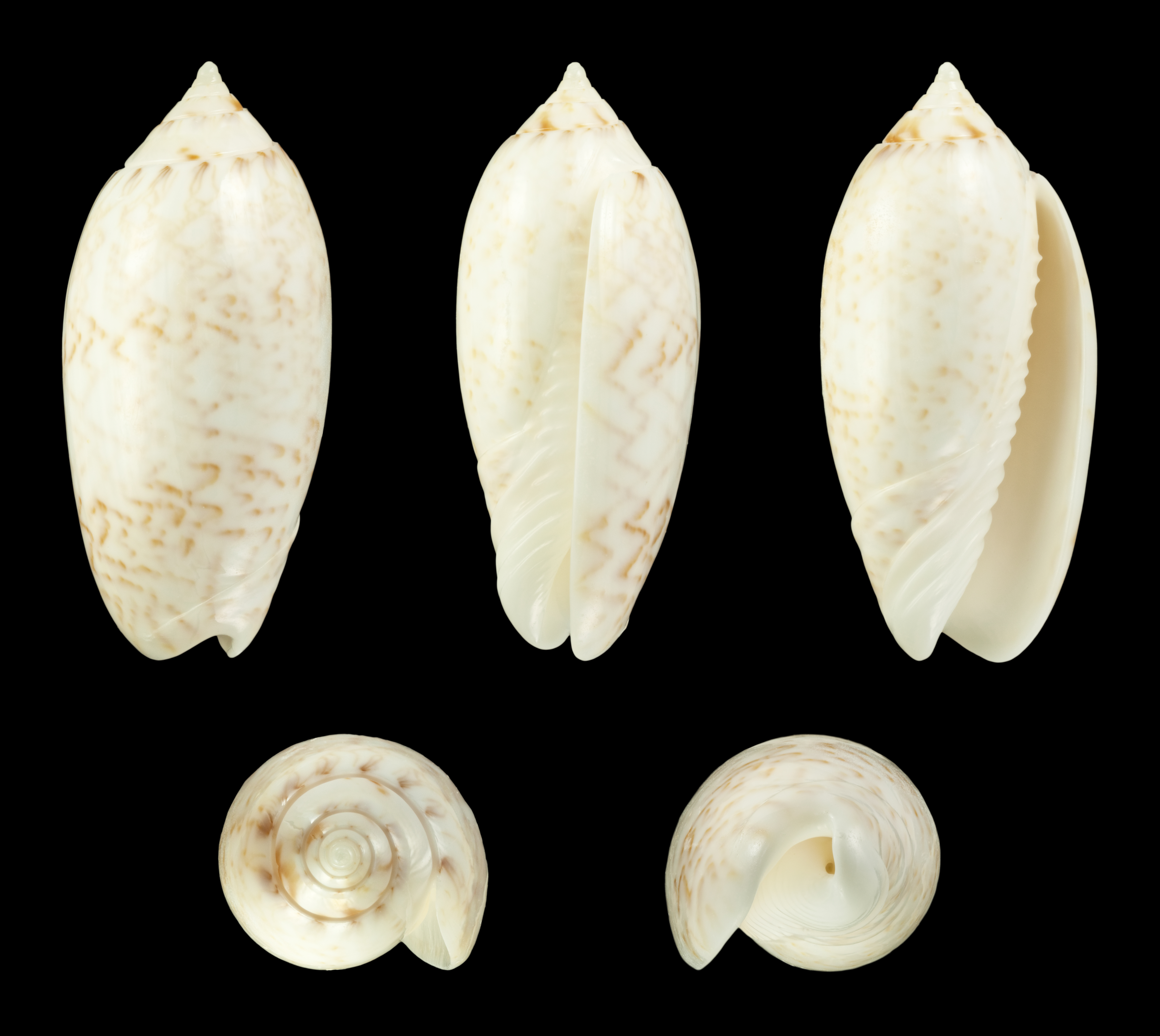
Oliva reticularis
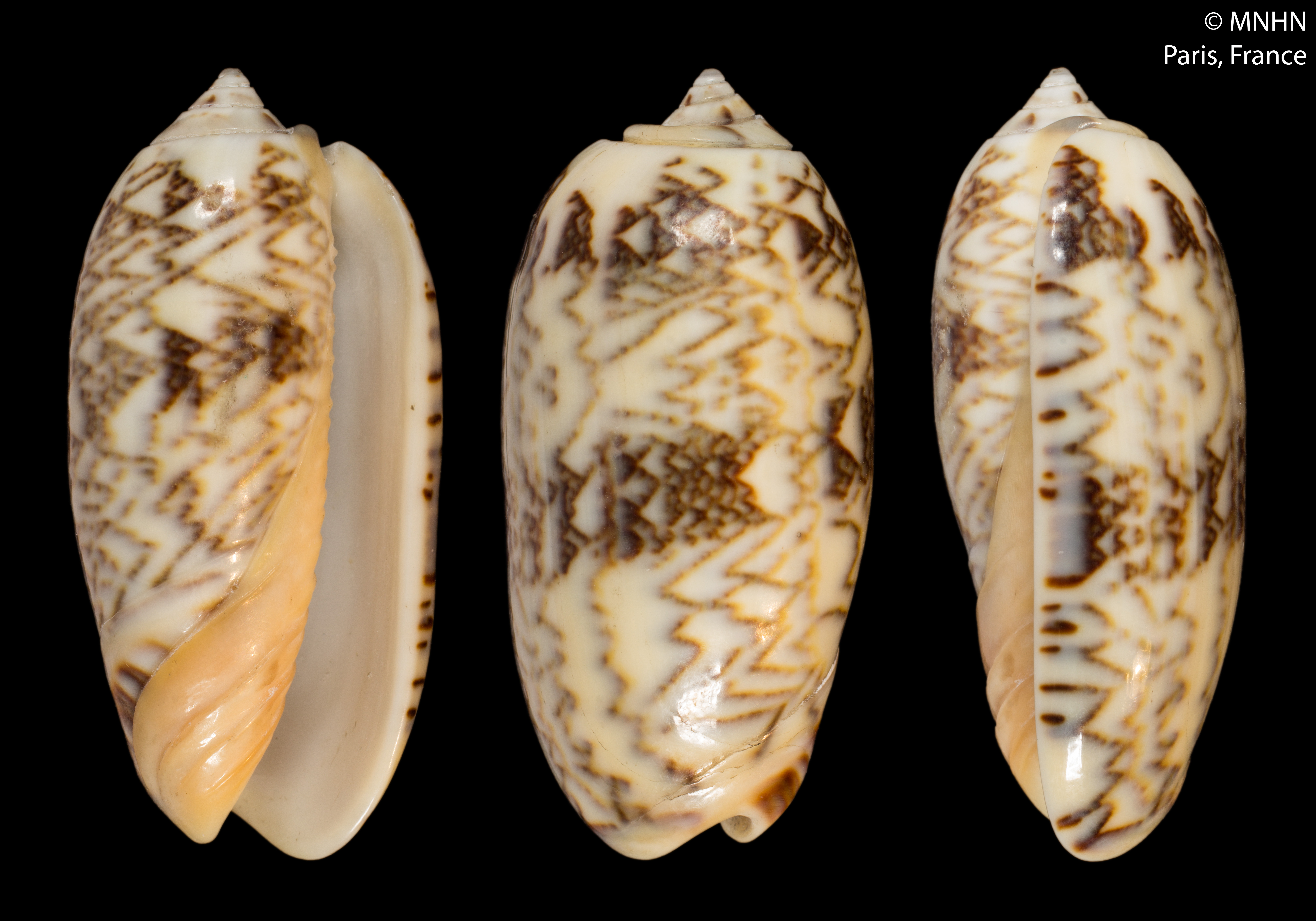
Oliva reticulata
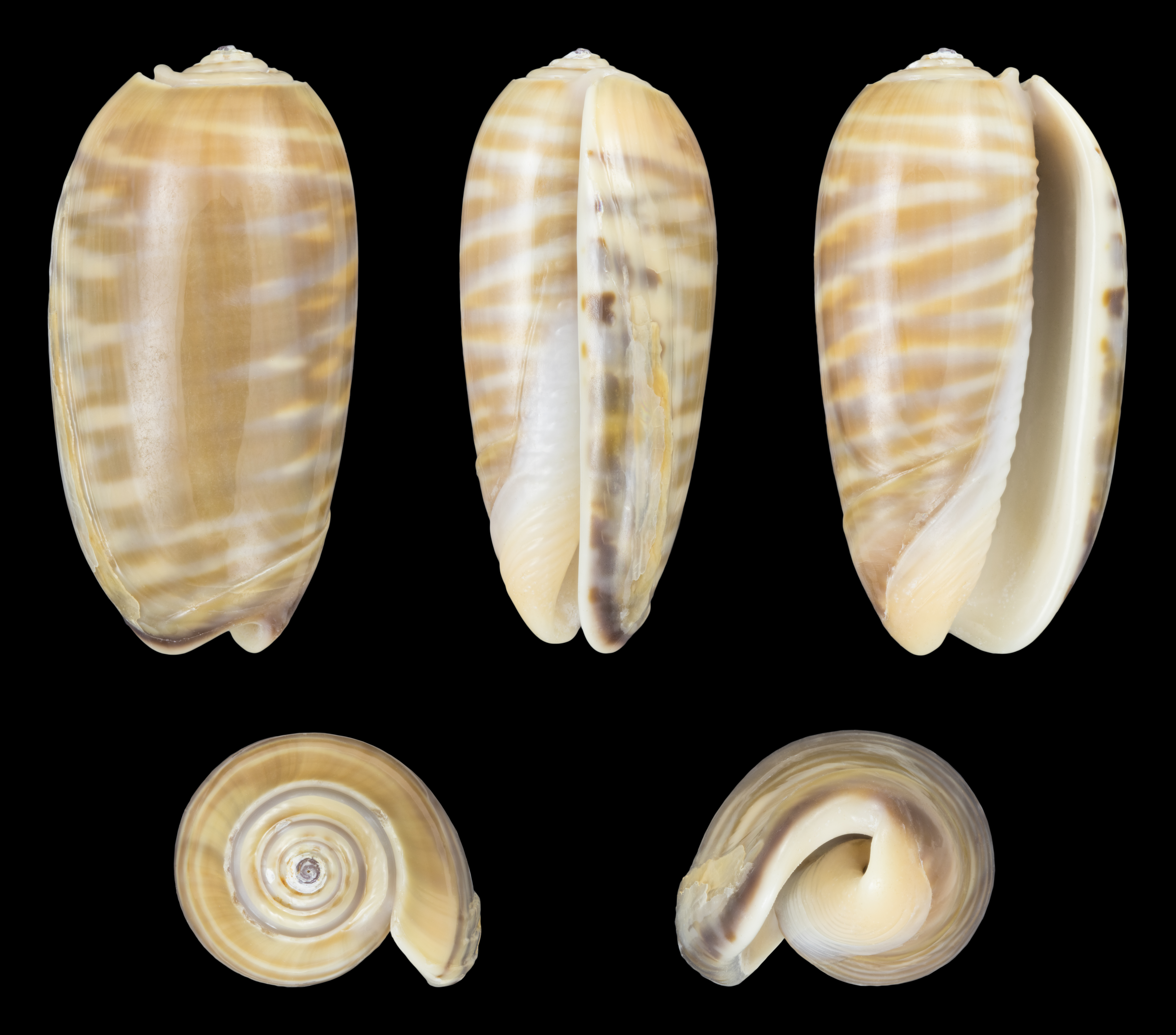
Oliva rufula
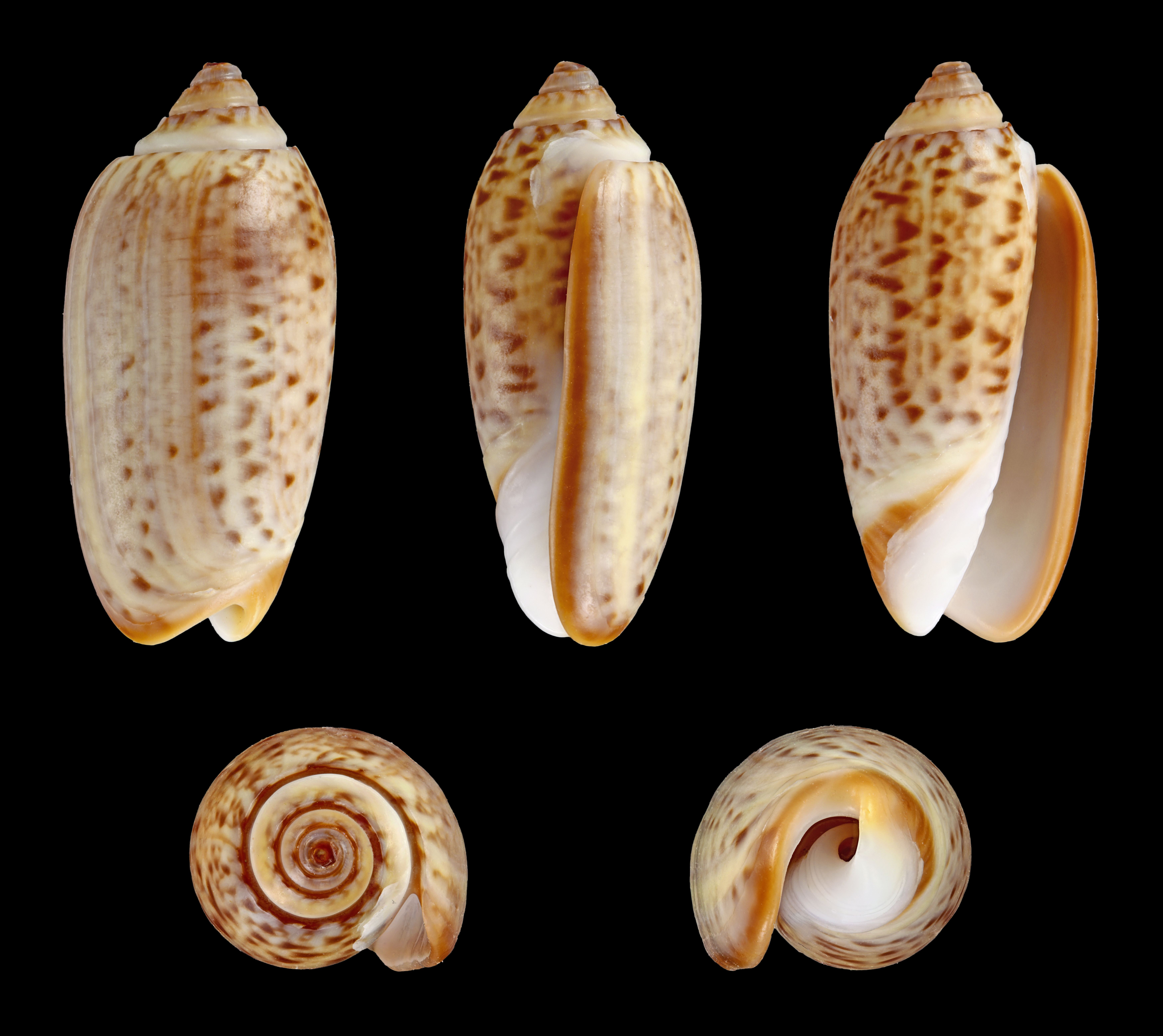
Oliva samarensis
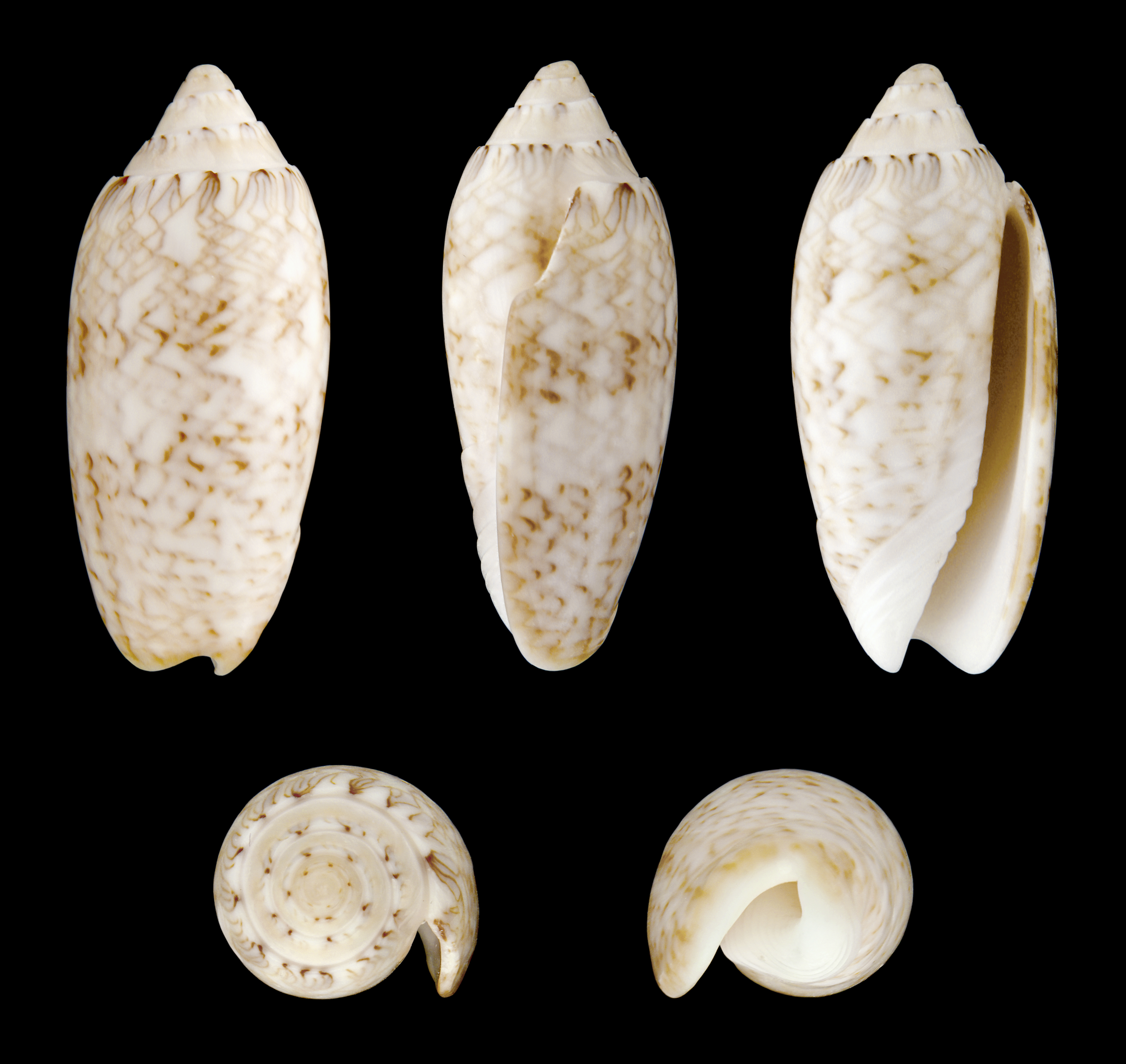
Oliva sayana
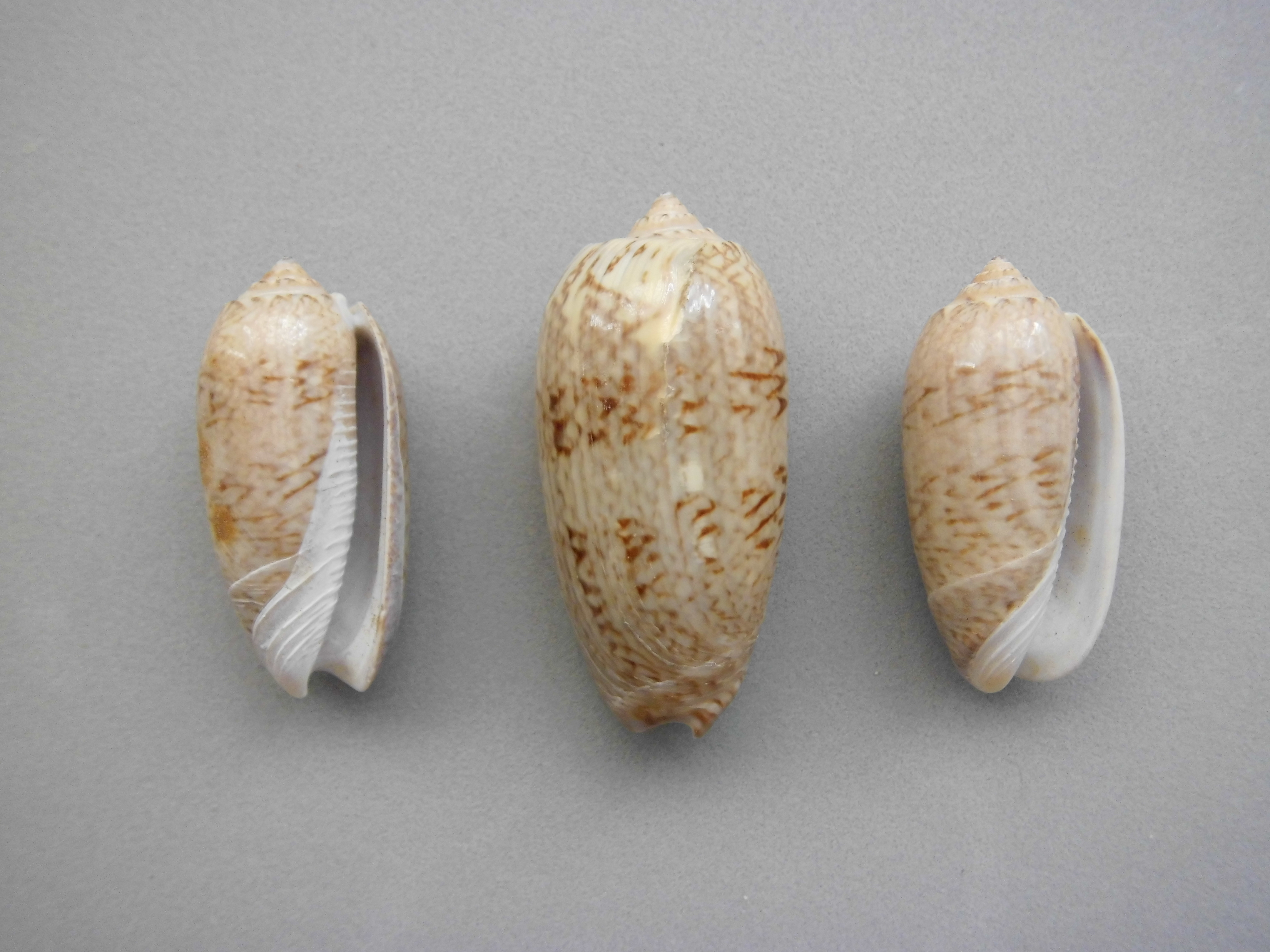
Oliva scripta scripta
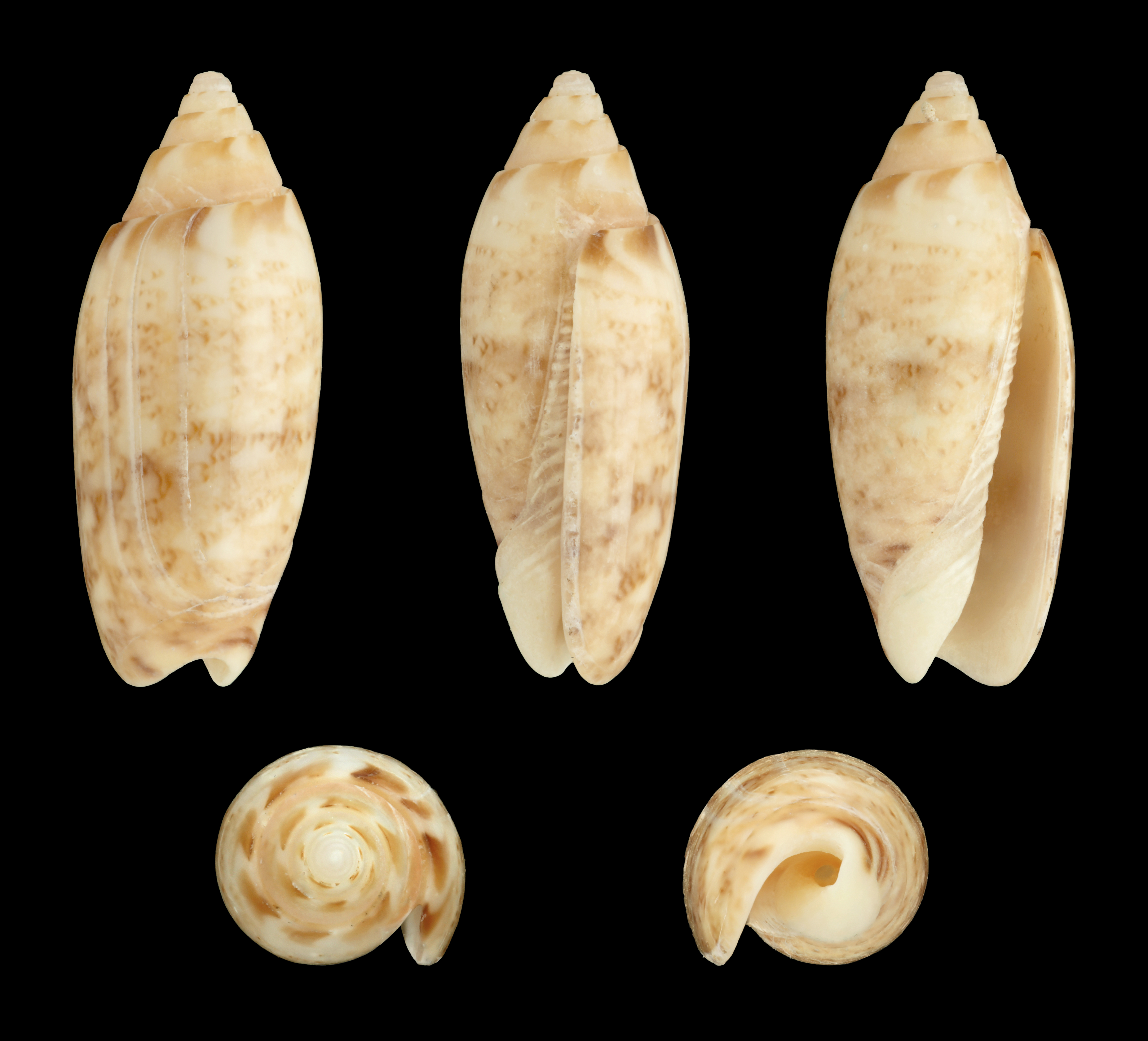
Oliva semmelinki
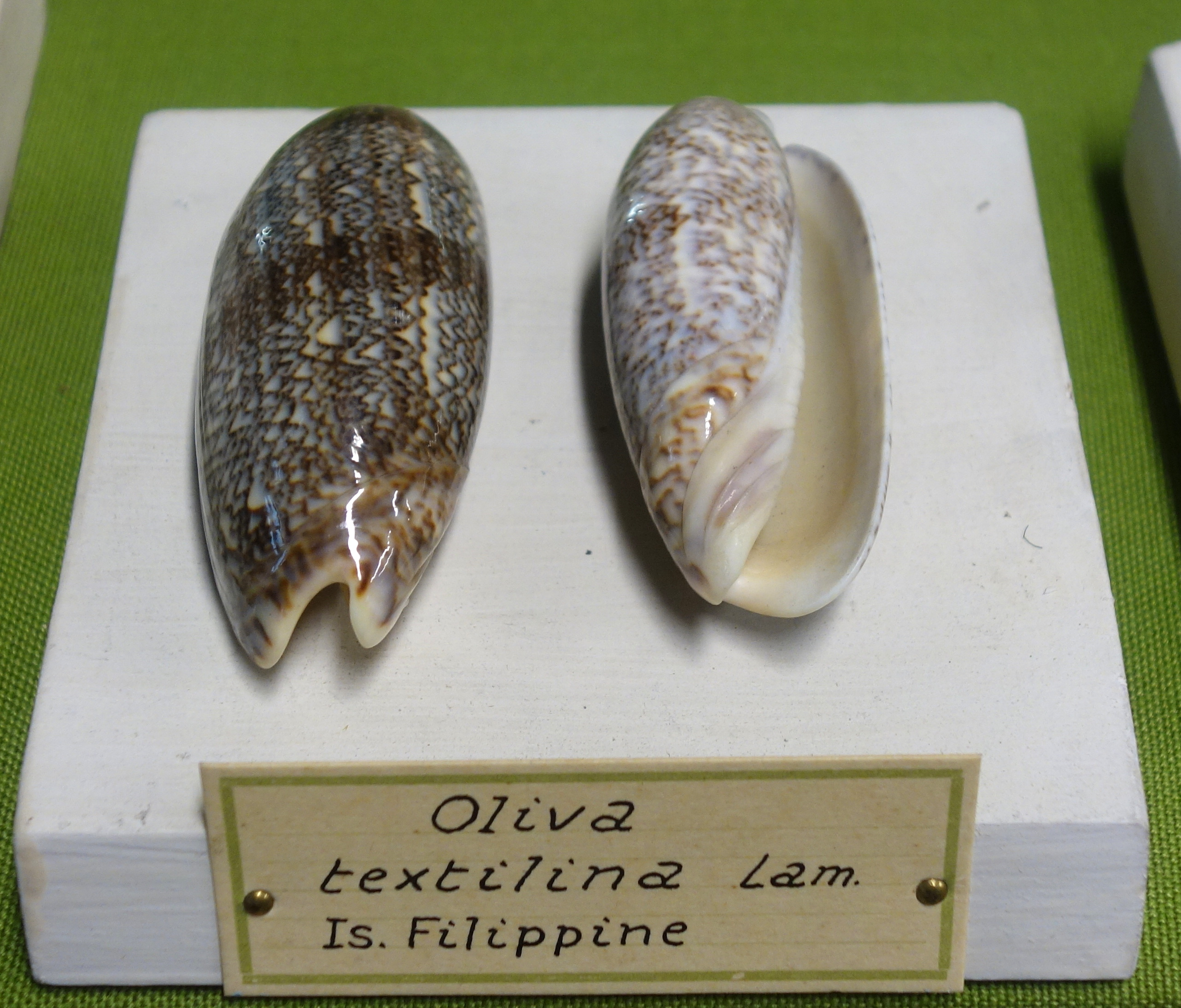
Oliva sericea
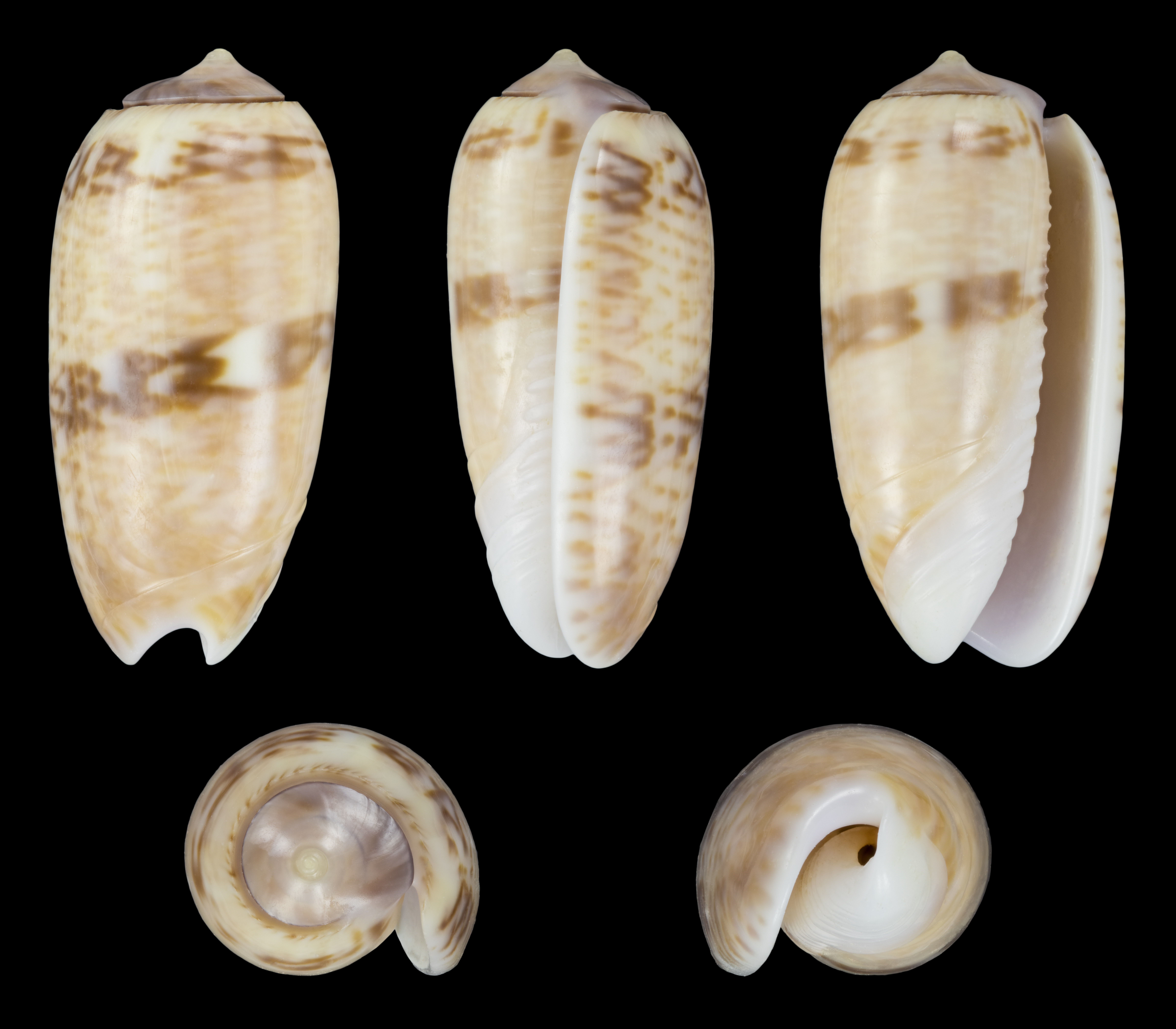
Oliva sidelia
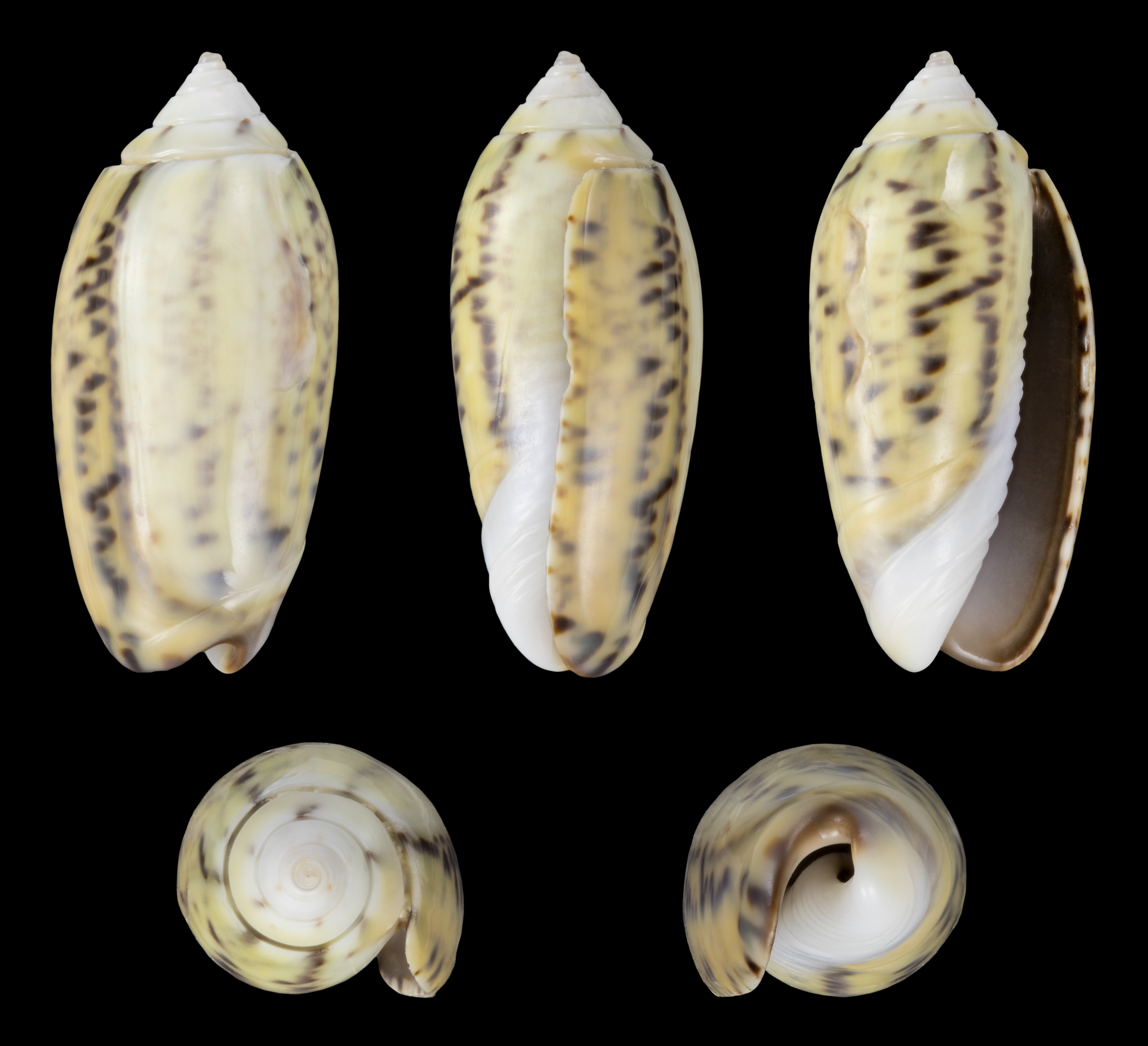
Oliva spicata
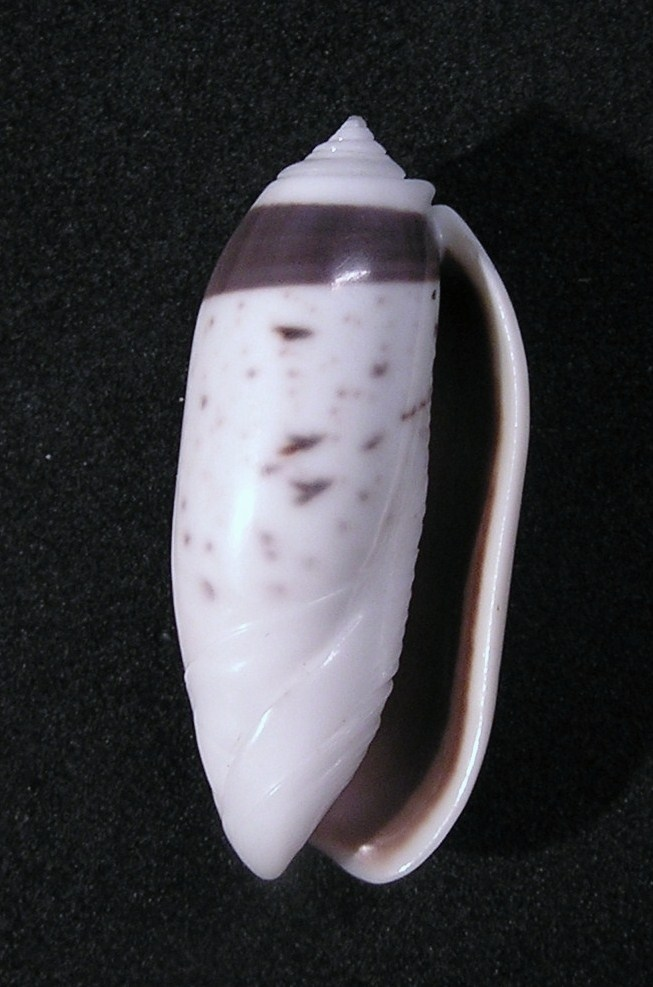
Oliva tigridella stellata
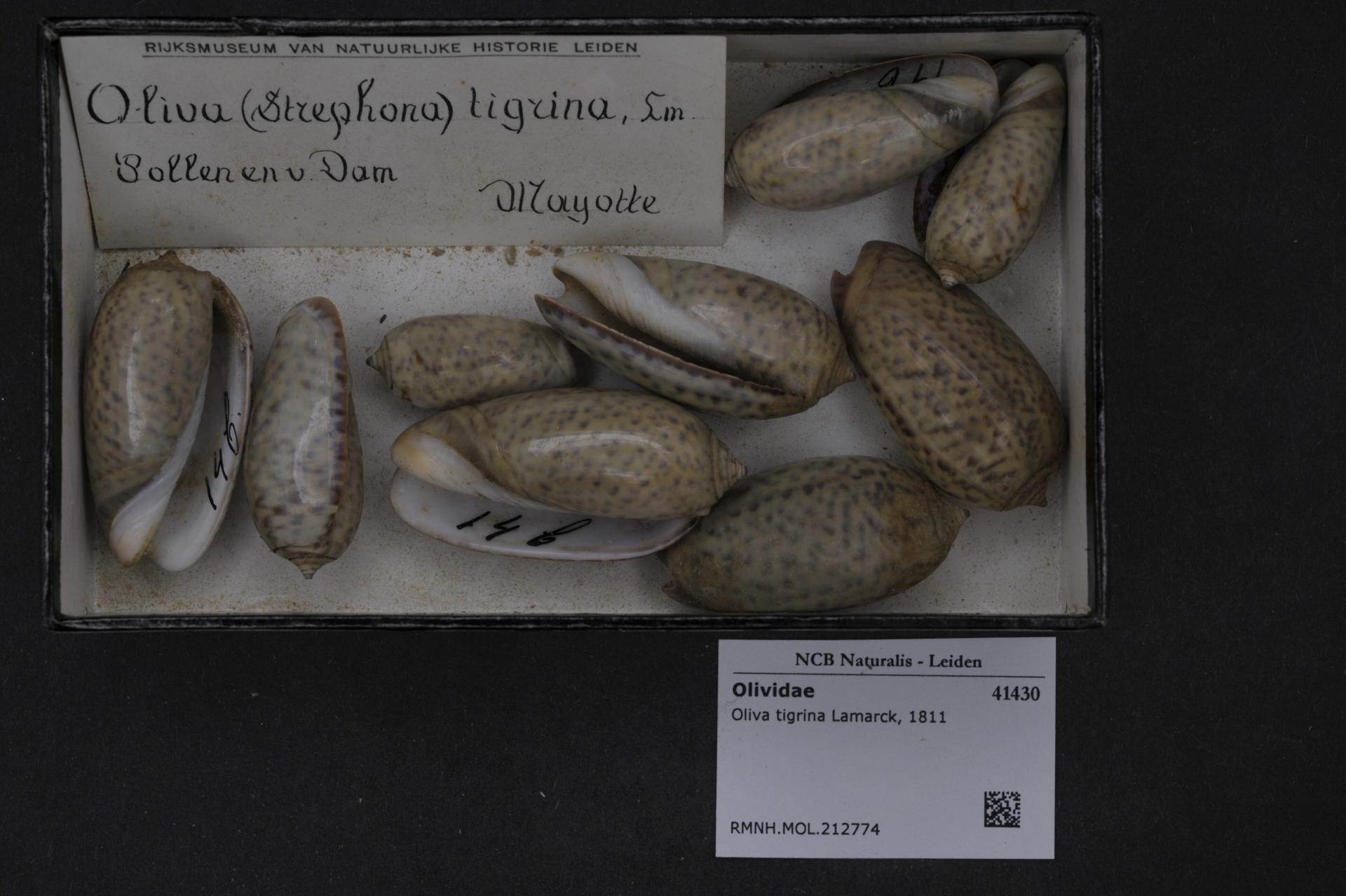
Oliva tigrina
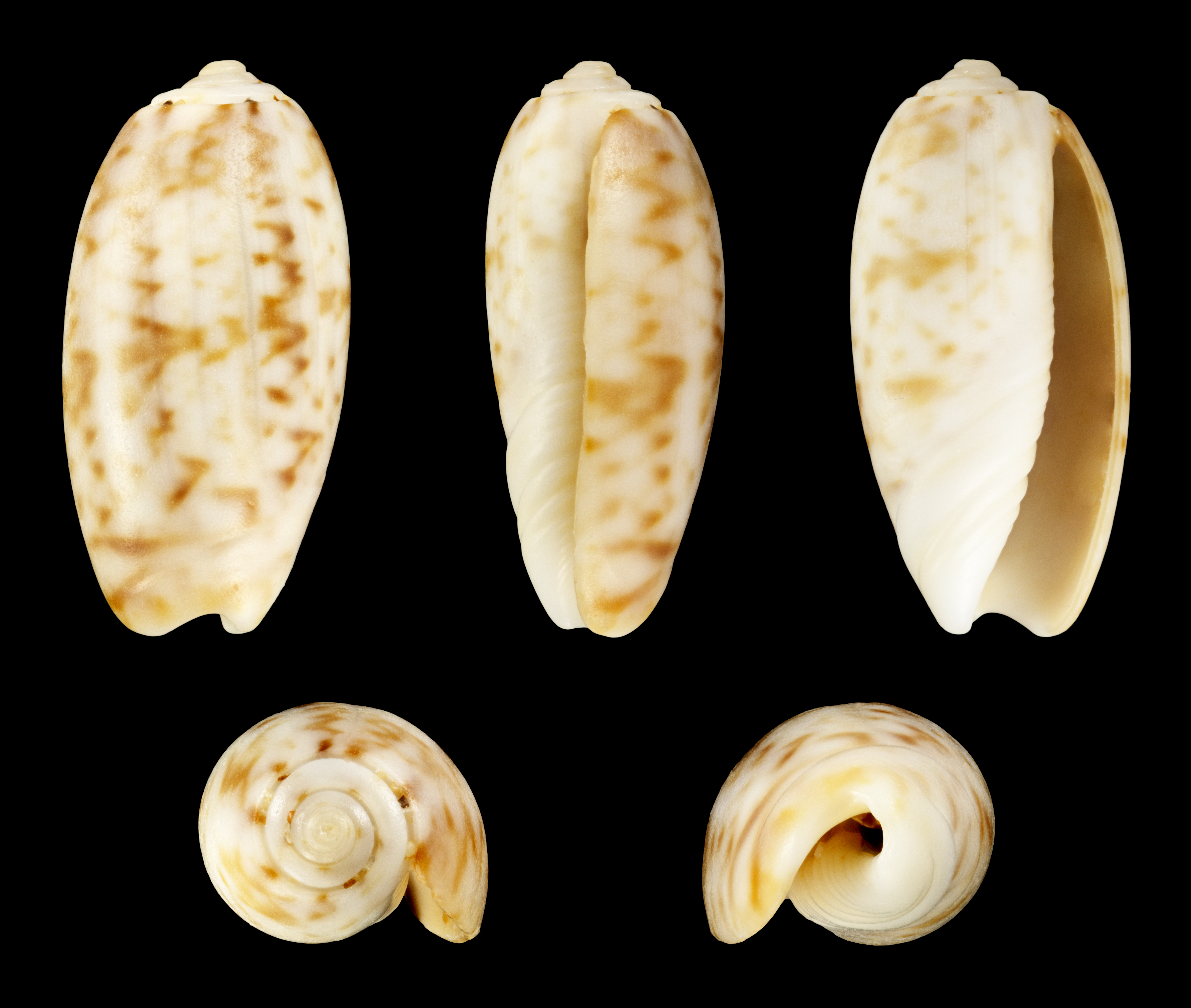
Oliva todosina
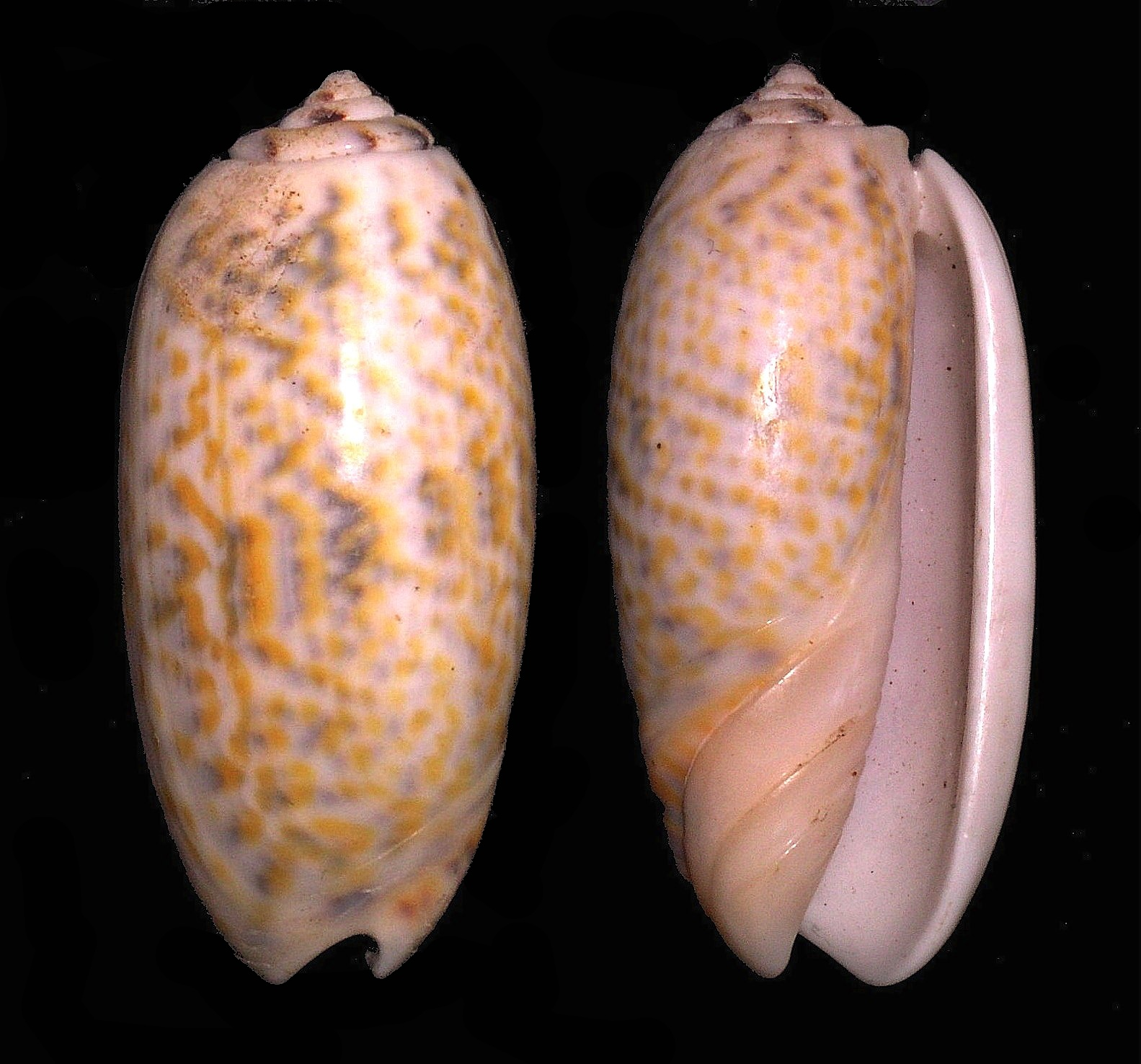
Oliva tricolor
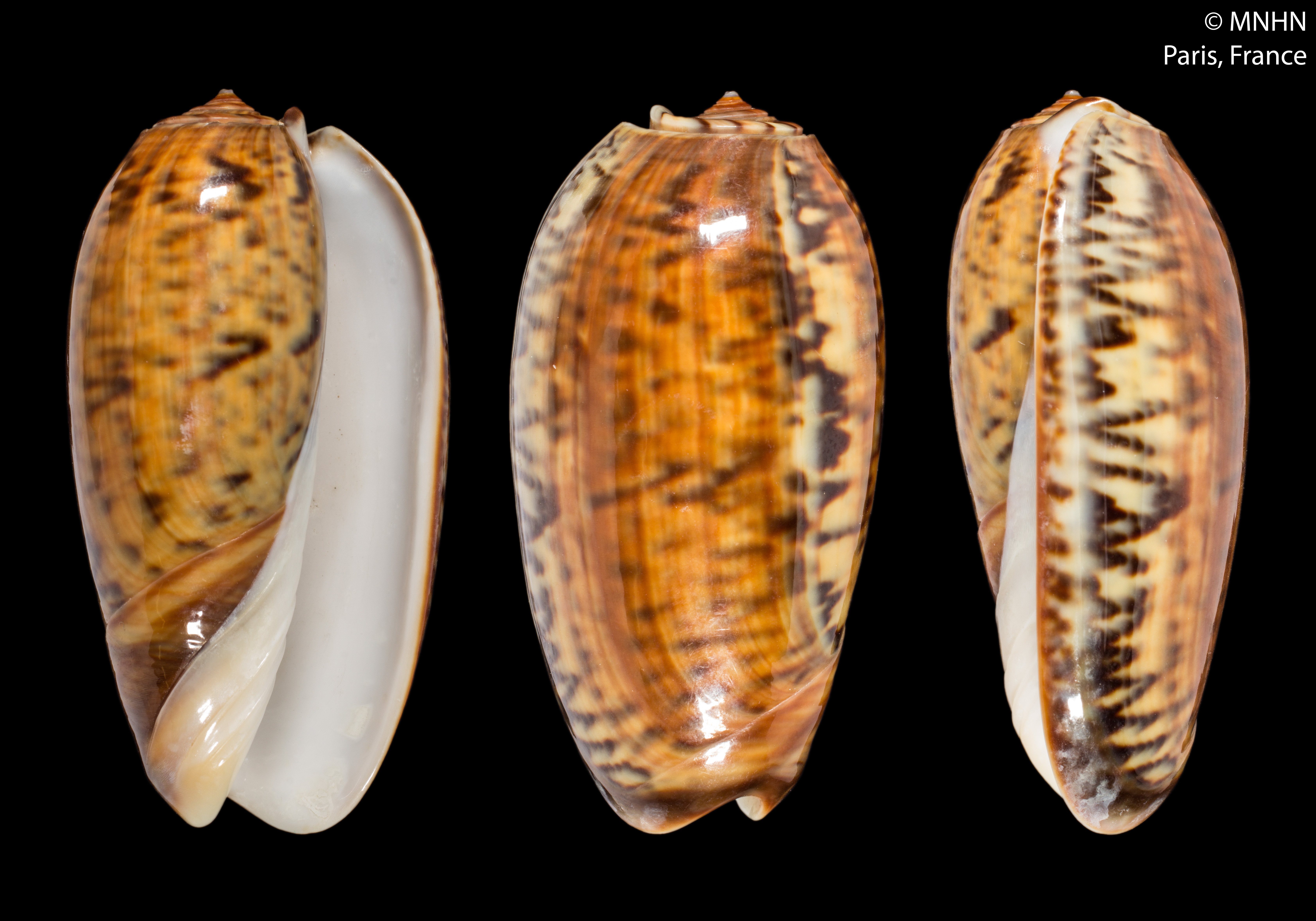
Oliva vidua